# 2022年ウクライナ難民危機
2022年ウクライナ難民危機（2022ねんウクライナなんみんきき）とは、2022年2月に開始されたロシアによるウクライナ侵攻に伴い発生した難民問題である。750万人以上の難民がウクライナを離れ、5月3日までに推定800万人が国内で避難生活を送っている。3月20日までに同国の総人口の約4分の1がウクライナの自宅を離れた。ウクライナ難民の9割が女性と子供である。3月24日までにウクライナの全児童の半数以上が家を離れ、そのうち4分の1が国を離れた。この侵攻は第二次世界大戦以来ヨーロッパ最大の難民危機を引き起こした。ヨーロッパでは1990年代のユーゴスラビア紛争以来のことであり、21世紀最大の難民危機となった。
難民の大半は、ウクライナの西側にある近隣諸国に直接入国した。ポーランドはウクライナから390万人の難民を受け入れている。ウクライナに隣接する他の国々は、ルーマニア、モルドバ、ハンガリー、スロバキアである。その後、一部の難民はさらに西のヨーロッパ諸国へ移動し、少数ではあるが他の地域へ移動した人々もいた。しかしながら厳しい労働市場、都市の受け入れ態勢、既存のディアスポラの有無などの要因から、西ヨーロッパよりはポーランドや中央ヨーロッパ諸国を選択しそこにとどまるであろうと指摘されている。
ウクライナと国境を接する欧州連合（EU）諸国はすべてのウクライナ人難民の入国を許可しており、EUはウクライナ人に欧州連合加盟国での滞在、労働、学習の権利を最初の1年間与える一時的保護指令を発動した。 一部の非ヨーロッパ人やロマからは国境での民族差別が報告されている。

## 2022年侵攻前の難民
侵攻前に発生していたロシア連邦によるクリミア併合とドンバスでの戦争はいずれもロシア・ウクライナ戦争の一側面であり、2014年以降すでに少なくとも200万人の難民・国内避難民が発生していた。EUでの冷遇、比較的低い庇護申請成功率、メディアの無視などから、彼らを「欧州の忘れられた難民」と呼ぶメディアもある。
ドンバス地方を中心とする2022年以前の難民のうち100万人以上が2014年から2016年にかけてロシアに渡り、ウクライナ国内の避難民は2016年3月上旬までに160万人に膨れ上がっていた。

## 避難

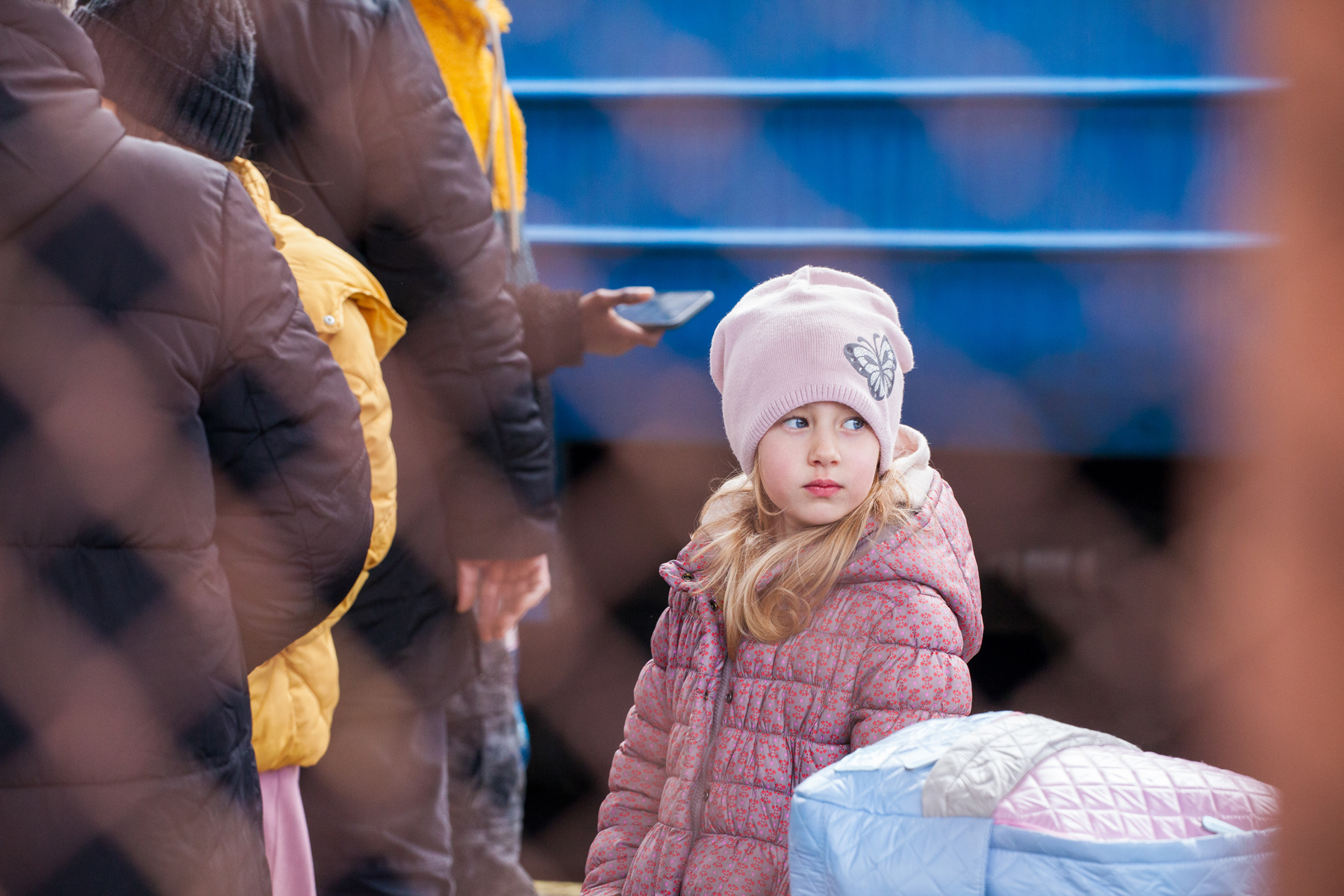
難民の少女、ポーランドのプシェミシル駅にて

### 交通手段
西へ向かう多くの難民にとって、鉄道はウクライナ国内および近隣諸国への移動において重要な役割を果たした。ウクライナ国内の鉄道サービスの大部分を運営するウクライナ鉄道のオレクサンドル・カミーシンCEOは、侵攻開始から3週間で250万人の乗客を運んだと推定した。また、ピーク時には1日19万人を輸送したという。
列車ができるだけ安全に走行できるようにするため、ネットワークは、線路が爆弾で損傷したり、ウクライナの支配下でなくなった場合など、現場の状況に常に適応しなければならなかった。列車はできるだけ多くの人を乗せるために過積載になることが多く、損傷した線路にぶつかるリスクを最小限に抑えるために速度を落とし、夜間は列車が標的にされる可能性を減らすためにライトを消した。
オーストリア、ベルギー、チェコ、デンマーク、フィンランド、フランス、ドイツ、ハンガリー、リトアニア、オランダ、ポーランド、ルーマニア、スロバキア、スイスなど欧州各国の鉄道会社は、ウクライナ難民に無料で列車での移動を許可した。
その他の難民は自動車や徒歩で移動した。国境では数kmに及ぶ渋滞が発生することもあった。ウクライナは侵攻当日民間機の飛行を禁止していたため、航空機での移動はできなかった。

### 拠点と国境越え
ウクライナ西部の都市リヴィウは難民の重要な拠点となった。侵攻前の人口70万人のリヴィウには、毎日10万人の難民が到着していた。リヴィウからポーランドのメディカ、スロバキアやハンガリーとの国境に近いウージュホロドなどの国境越え地点に列車で難民を輸送した。メディカからはほとんどの難民がポーランドのプシェムィシルへ、そしてヨーロッパへ向かっている。
その他の主な国境越えは、ルーマニアのシレト、モルドバのオクニツァとパランカ、ハンガリーのベレグスラニ、スロバキアのヴィシュネ・ネメッケなどである。

## 国境を越えた人々の数
| 1万人以上のウクライナ難民を受け入れた国々  | 1万人以上のウクライナ難民を受け入れた国々 | 1万人以上のウクライナ難民を受け入れた国々 | 1万人以上のウクライナ難民を受け入れた国々 | 1万人以上のウクライナ難民を受け入れた国々 |
| ------------------------------------------ | ----------------------------------------- | ----------------------------------------- | ----------------------------------------- | ----------------------------------------- |
| 国名                                       |                                           |                                           | 数                                        |                                           |
| ロシア                                     | ロシア                                    |                                           | 2,852,395                                 | 2,852,395                                 |
| ポーランド                                 | ポーランド                                |                                           | 1,469,032                                 | 1,469,032                                 |
| ドイツ                                     | ドイツ                                    |                                           | 1,002,688                                 | 1,002,688                                 |
| チェコ                                     | チェコ                                    |                                           | 448,807                                   | 448,807                                   |
| イタリア                                   | イタリア                                  |                                           | 171,546                                   | 171,546                                   |
| トルコ                                     | トルコ                                    |                                           | 145,000                                   | 145,000                                   |
| スペイン                                   | スペイン                                  |                                           | 144,668                                   | 144,668                                   |
| イギリス                                   | イギリス                                  |                                           | 138,400                                   | 138,400                                   |
| フランス                                   | フランス                                  |                                           | 105,000                                   | 105,000                                   |
| スロバキア                                 | スロバキア                                |                                           | 97,935                                    | 97,935                                    |
| モルドバ                                   | モルドバ                                  |                                           | 95,728                                    | 95,728                                    |
| ルーマニア                                 | ルーマニア                                |                                           | 86,178                                    | 86,178                                    |
| オーストリア                               | オーストリア                              |                                           | 84,756                                    | 84,756                                    |
| ブルガリア                                 | ブルガリア                                |                                           | 77,114                                    | 77,114                                    |
| オランダ                                   | オランダ                                  |                                           | 76,600                                    | 76,600                                    |
| スイス                                     | スイス                                    |                                           | 66,802                                    | 66,802                                    |
| リトアニア                                 | リトアニア                                |                                           | 63,279                                    | 63,279                                    |
| エストニア                                 | エストニア                                |                                           | 60,302                                    | 60,302                                    |
| ベルギー                                   | ベルギー                                  |                                           | 58,019                                    | 58,019                                    |
| ポルトガル                                 | ポルトガル                                |                                           | 52,970                                    | 52,970                                    |
| アイルランド                               | アイルランド                              |                                           | 46,481                                    | 46,481                                    |
| スウェーデン                               | スウェーデン                              |                                           | 45,552                                    | 45,552                                    |
| ラトビア                                   | ラトビア                                  |                                           | 40,163                                    | 40,163                                    |
| フィンランド                               | フィンランド                              |                                           | 38,588                                    | 38,588                                    |
| デンマーク                                 | デンマーク                                |                                           | 36,174                                    | 36,174                                    |
| ハンガリー                                 | ハンガリー                                |                                           | 30,000                                    | 30,000                                    |
| ノルウェー                                 | ノルウェー                                |                                           | 30,570                                    | 30,570                                    |
| ジョージア                                 | ジョージア                                |                                           | 26,379                                    | 26,379                                    |
| モンテネグロ                               | モンテネグロ                              |                                           | 24,482                                    | 24,482                                    |
| クロアチア                                 | クロアチア                                |                                           | 21,877                                    | 21,877                                    |
| ギリシャ                                   | ギリシャ                                  |                                           | 19,997                                    | 19,997                                    |
| セルビア(コソボ含む)                       | セルビア(コソボ含む)                      |                                           | 21,330                                    | 21,330                                    |
| ベラルーシ                                 | ベラルーシ                                |                                           | 16,705                                    | 16,705                                    |
| キプロス                                   | キプロス                                  |                                           | 14,380                                    | 14,380                                    |
| 国連難民高等弁務官事務所 2022年9月29日時点 |                                           |                                           |                                           |                                           |

難民の数は急速に変化することがあり、推定値に過ぎないことが多い。国から国への移動は必ずしも公式に登録されていない。ウクライナ人はヨーロッパのいくつかの国にはビザなしで渡航でき、特別な許可なしに長期滞在が許可されている。それ以外の国では、亡命を申請する必要がある。シェンゲン協定により、協定加盟国に入国した難民は、ビザや国境検査なしで他の協定加盟国へ移動することができる。
国連人道問題調整事務所は2月27日、2ヵ月後にはウクライナの国内避難民が750万人、医療を必要とする人が1200万人、戦火から逃れた人が400万人に達すると推定した。国連難民高等弁務官事務所（UNHCR）は、この状況は第二次世界大戦以降、ヨーロッパで最も急速に拡大している難民危機であるとしている。UNHCRによると、6月13日までに国外に出たウクライナ難民の数は約750万人に上った。国際連合人権高等弁務官事務所の通信主任は、ウクライナからの難民の流出のスピードを「驚異的」と呼んだ。
3月21日に発表された国連国際移住機関の調査によると、避難民の13.5%の人々は2014年から2015年にかけても避難を強いられていた。また、60%の避難民世帯が子供連れであり、ウクライナ内外で避難した約1000万人のうち18万6000人が当事国以外の国民であった。

## 関係する国々

### 近隣諸国
近隣諸国は入国した難民の数が多い順に、その他はアルファベット順に記載する。

#### ポーランド

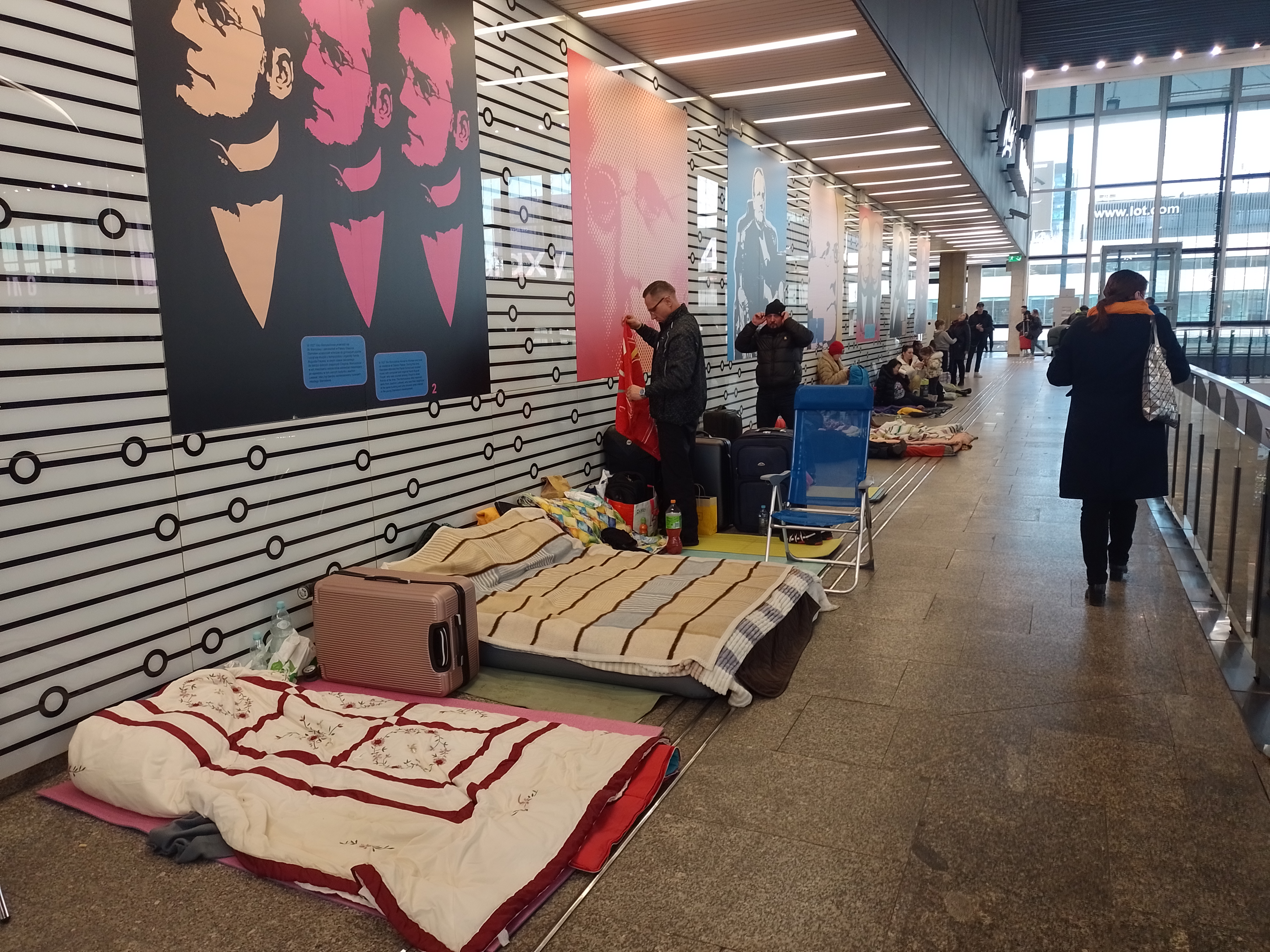
ワルシャワ中央駅での難民の様子

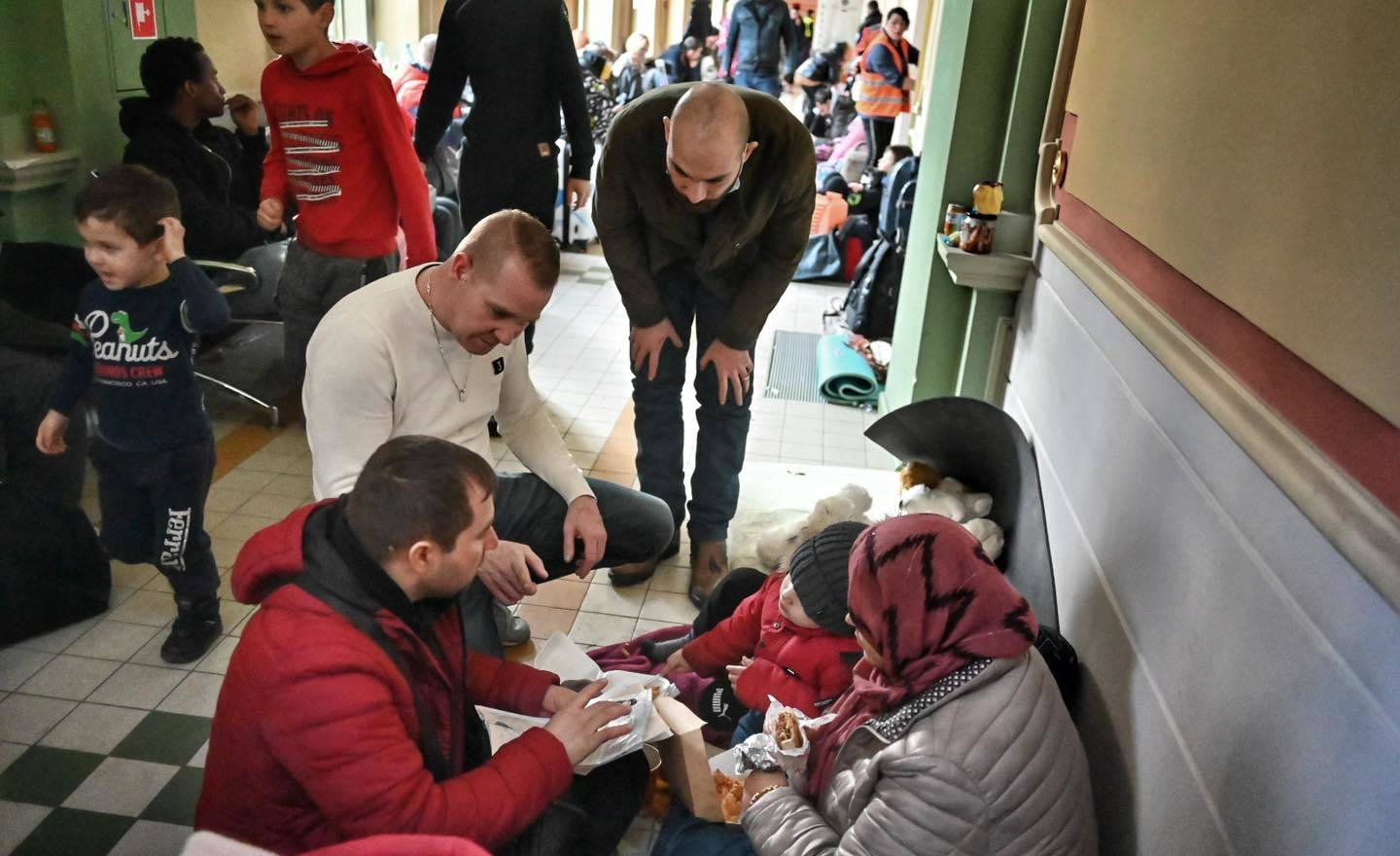
ポーランド国境沿いの鉄道駅プシェミシル駅付近の避難民

2月15日の時点で、ポーランドはロシアによるウクライナへの攻撃の可能性を予測していた。ポーランド政府は地域社会に対し、最大で100万人の難民に備えるよう要請した。6月13日までに、約400万人のウクライナ人難民がポーランドに入国した。ポーランドは通常の国境手続きを大幅に減らし、さまざまな身分証明書が受け入れられるとした。
ポーランドのすべての地区で難民のための集合場所が開設された。自治体は宿泊施設、食料、その他必要な物資を無料で提供している。それとは別に、膨大な数の市民や団体が自発的に支援や無料の宿泊施設などの援助を提供している。難民向けの情報を掲載したウェブサイトもウクライナ語である。現在、ウクライナ人はEU圏外の出身であるため就労ビザが必要であるが、政府はポーランドでのウクライナ人の雇用を簡素化するための法改正を準備している。

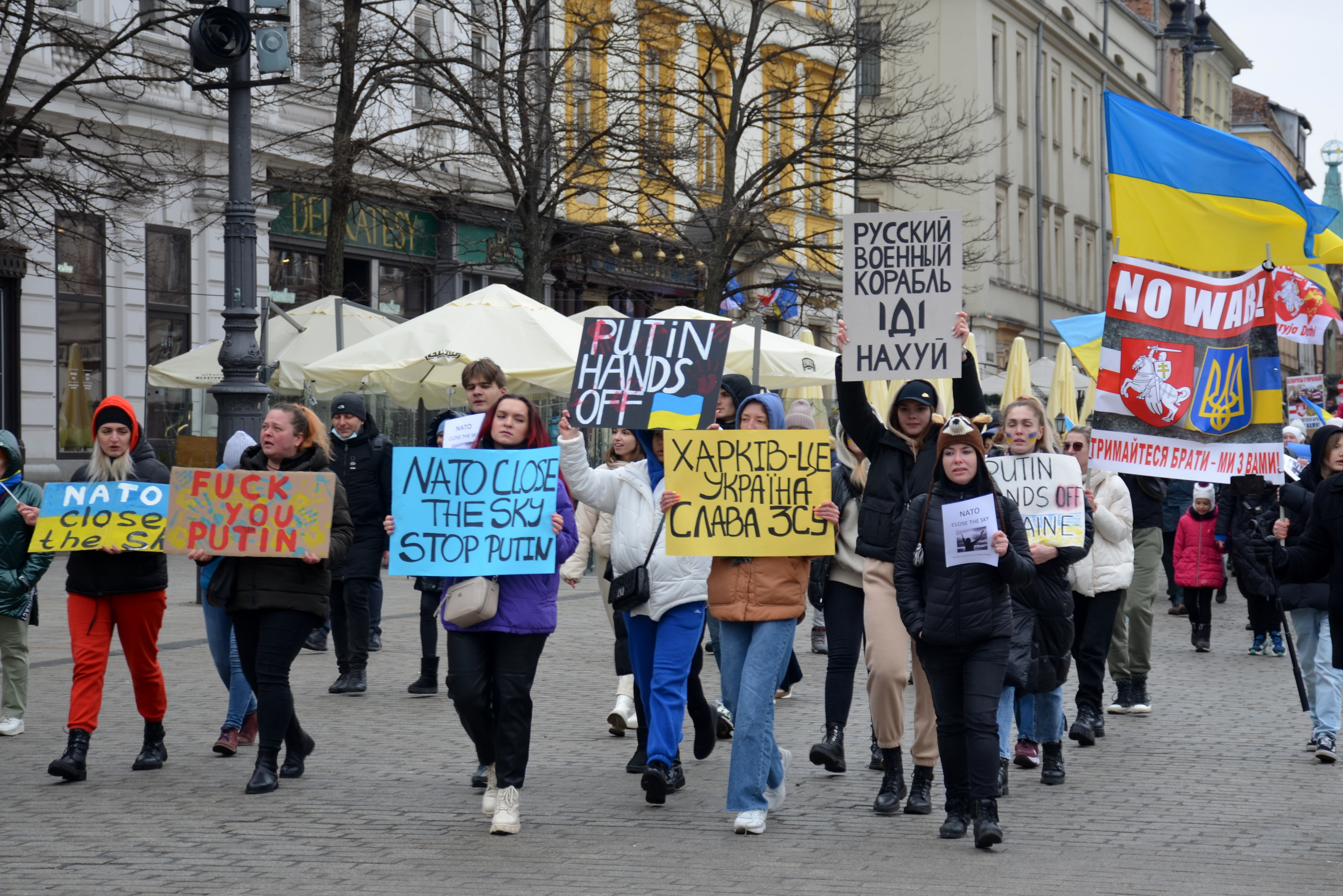
クラクフで戦争に抗議するウクライナ人難民

シャルル・ミシェル欧州理事会議長は3月2日にポーランドとウクライナの国境を訪れ、「ウクライナ人、欧州市民、その他の国々からの人々が、いかなる差別もなく安全に移動できるよう保証する」ポーランドの努力を賞賛した。その後、フランス・インターのインタビューで、ウクライナ人とポーランド人の軍人の人種差別の主張を「ロシアのプロパガンダ」であり、ロシアの情報戦の一部であると非難した。避難民の多くが、ポーランドや他の中央ヨーロッパの国々に滞在する可能性が高いと見られている。「厳しい労働市場、都市の受け入れ態勢、既存のディアスポラなどの要因で、西ヨーロッパよりもこれらの都市が魅力的な選択肢となっている」という。
ポーランドに流入する難民の数は、ヨーロッパでも他に例を見ないほど多い。モデルによる推計では、4月1日までにポーランドの各主要都市の人口の15％から30％をウクライナ人（難民だけでなく、以前ポーランドに住んでいた人々も含む）が占めるようになった。例えば、侵攻前のヴロツワフの総人口に占めるウクライナ人の割合は10％であったが、2022年4月には23％にまで増加した。

#### ルーマニア
5月27日の時点で、ルーマニア政府は989,357人のウクライナ人がルーマニアに入国したと報告している。ルーマニアのヴァシレ・ディンク国防相は2月22日、必要に応じて50万人の難民を受け入れることができると発表し、2日後に最初の難民が到着した。3月15日、同国外務大臣は、約8万人が国内に留まっていると報告した。ルーマニアに避難したウクライナ人の中には、ルーマニア人も含まれている。

#### ロシア
ウクライナ当局によると、ロシアが占領しているウクライナ領でロシア軍が、難民に見せかけてウクライナからロシアへの強制連行を行っている。ロシア政府の発表によると、5月26日までに97万1417人の難民がロシアに流出したという。3月、ウクライナ外務省は、ドネツクとルハンスクのロシア占領地から2389人のウクライナ人の子供が誘拐され、ロシアに移送されたと主張し、マリウポルの住民も「数千人」移送されたと主張した。4月末近く、ウクライナ当局が、ウクライナ東部から強制連行され、ロシアの養子制度に入ったウクライナの子どもの数は合計約15万人に上るとの見方を示したと報じられた。ロシアのメディアは以前、ドネツクの親のいない子どもたちが、養子縁組ネットワークを通じてロシアの親に引き取られていると報じていた。

#### ハンガリー

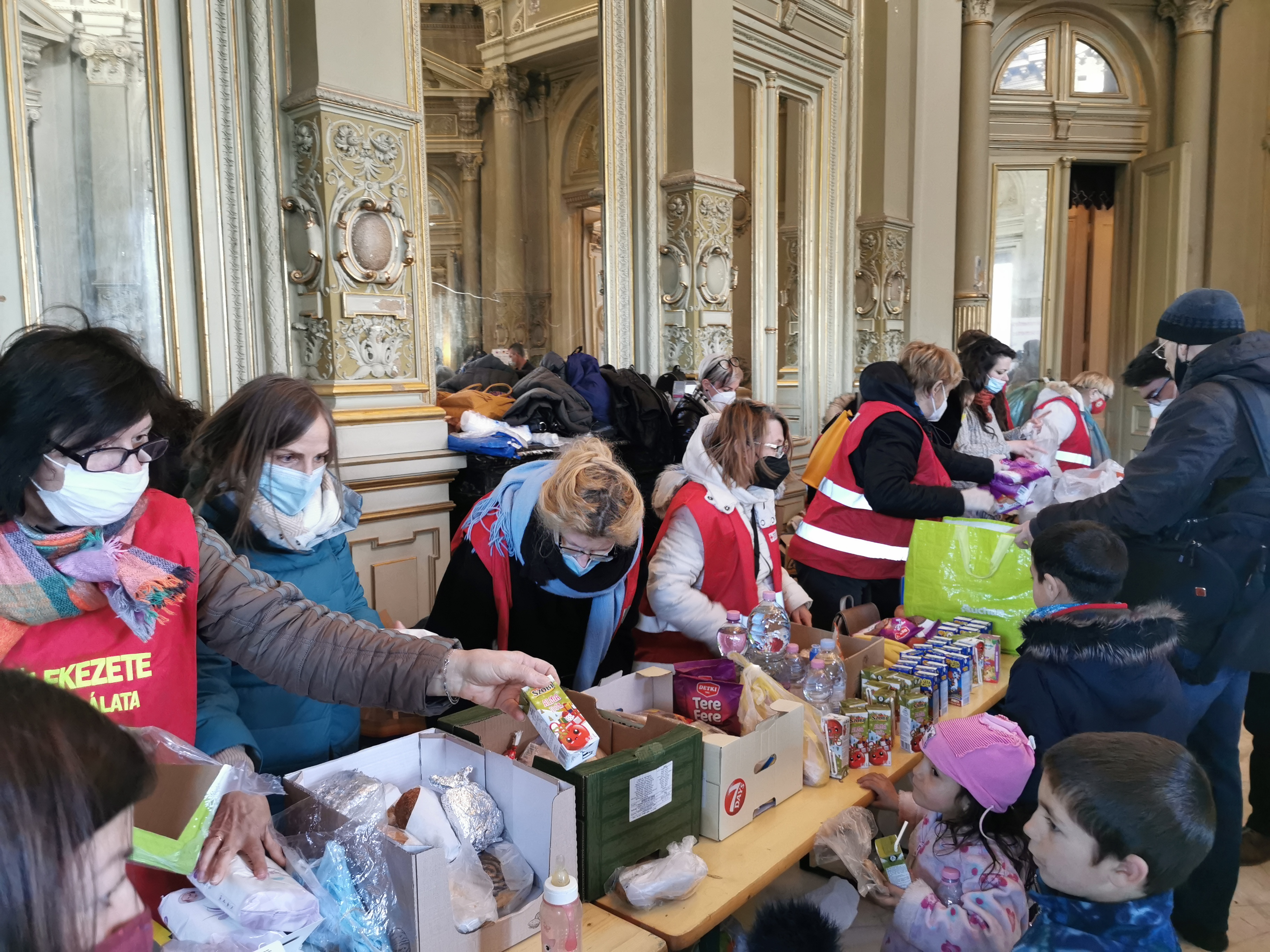
難民を支援するハンガリー人ボランティア

ロシアの侵攻開始から6月13日までに、ウクライナからハンガリーに到着した難民は76万4,216人である。シェンゲン圏内では国境検問がないため、ハンガリーは何人が他のシェンゲン圏の国に移動したのか把握していない。第三国から500人が列車でブダペストに到着し、警察に助けを求めた。これらのほとんどは、ウクライナに住んでいたアジアやアフリカからの学生や出稼ぎ労働者であった。

#### モルドバ

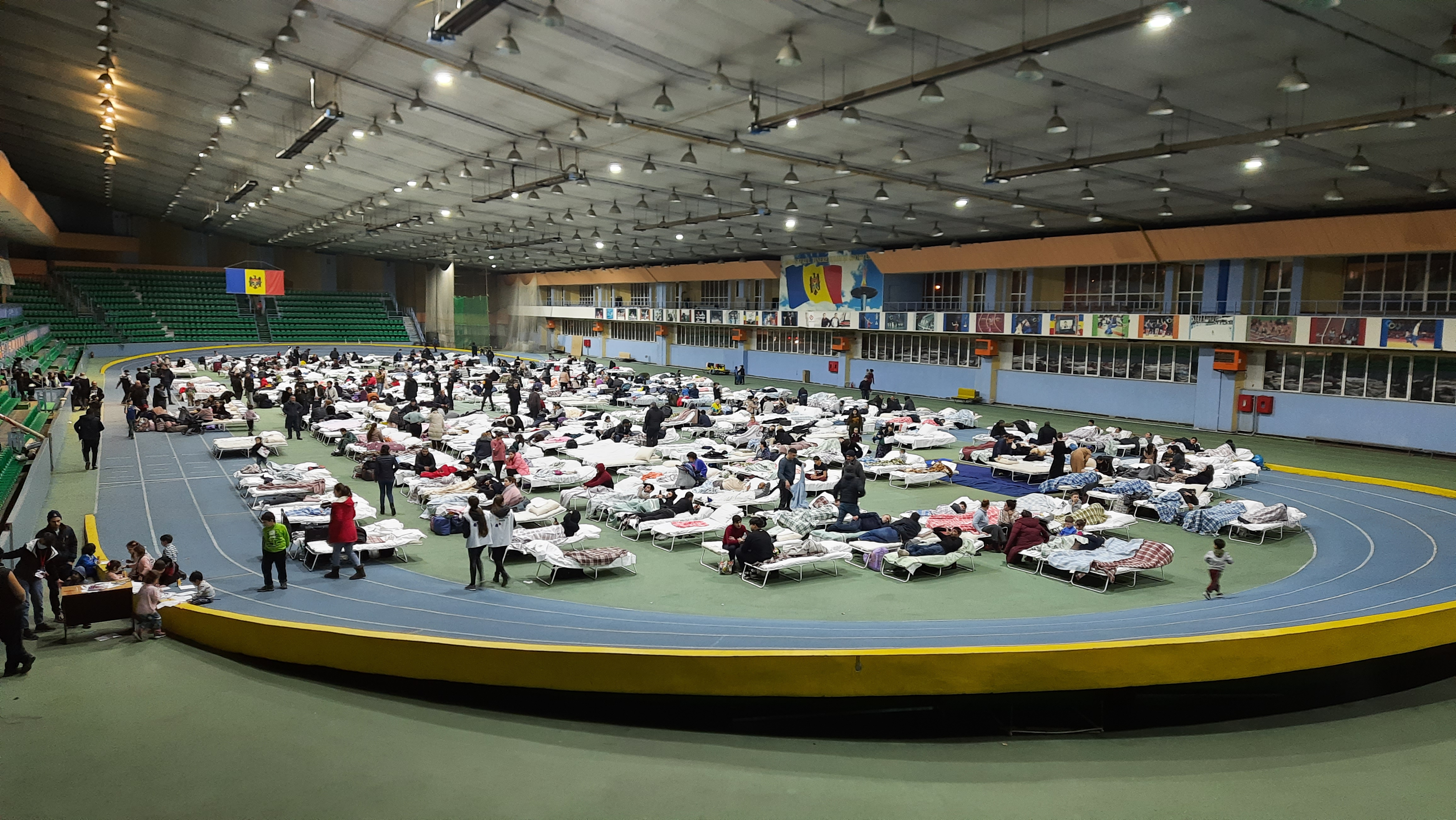
キシナウに設置された難民センターのひとつ

モルドバも、オデッサ州とヴィーンヌィツャ州からの難民を最初に受け入れた国の一つである。モルドバ当局は、難民の宿泊施設と人道的救済を促進するため、危機管理センターを活性化させた。6月13日現在、498,896人のウクライナ人難民がモルドバに入国している。モルドバのナタリア・ガブリリツァ首相は4月5日、10万人の難民がモルドバに滞在しておりほぼ半数は子供であると述べた。4月11日、国連はモルドバが推定95,000人のウクライナ人を受け入れていると発表した。国境なき医師団によると、滞在しない難民の大半はルーマニア、ポーランド、その他のヨーロッパ諸国へと向かっている。
モルドバはヨーロッパの最貧国の一つであるにもかかわらず、人口当たりの難民受け入れ数が最も多い国である。ミドル・イースト・アイによると、難民問題が社会的緊張を招いており、モルドバの機関が難民の流入に対応するために国際的な援助が不可欠と判断されたという。3月22日付のフィナンシャル・タイムズ紙は、現在モルドバ内の人口の4%が難民であると推定し、モルドバ政府がこの緊急事態に対処するための資金援助を要請したと報じた。4月5日にベルリンで行われた会議で、ドイツとフランス、ルーマニア、EUなどいくつかのパートナーがモルドバに6億5950万ユーロの援助を行うことに合意した。
モルドバではロシアが支援するトランスニストリア（沿ドニエストル共和国）との内紛があるため、ロシアの侵攻に批判的な見方をしている。モルドバ政府は、モルドバ国内の圧力を緩和するため、バスの無料乗車券を提供し、ルーマニアはモルドバの人々をルーマニアに順次移動させるなどの援助を行っている。3月12日、ドイツはモルドバにいた難民2,500人の受け入れに合意した。3月5日、ドイツはさらに12,000人の難民を受け入れると発表した。
また、ウクライナの難民の中には、未承認の離脱国家沿ドニエストル共和国に向かった者もいる。沿ドニエストルの国営新聞Novosti Pridnestrovyaは4月4日、合計約2万7300人のウクライナ人が到着し、そのうち2万1000人が一時滞在許可証を申請していると報じた。

#### スロバキア

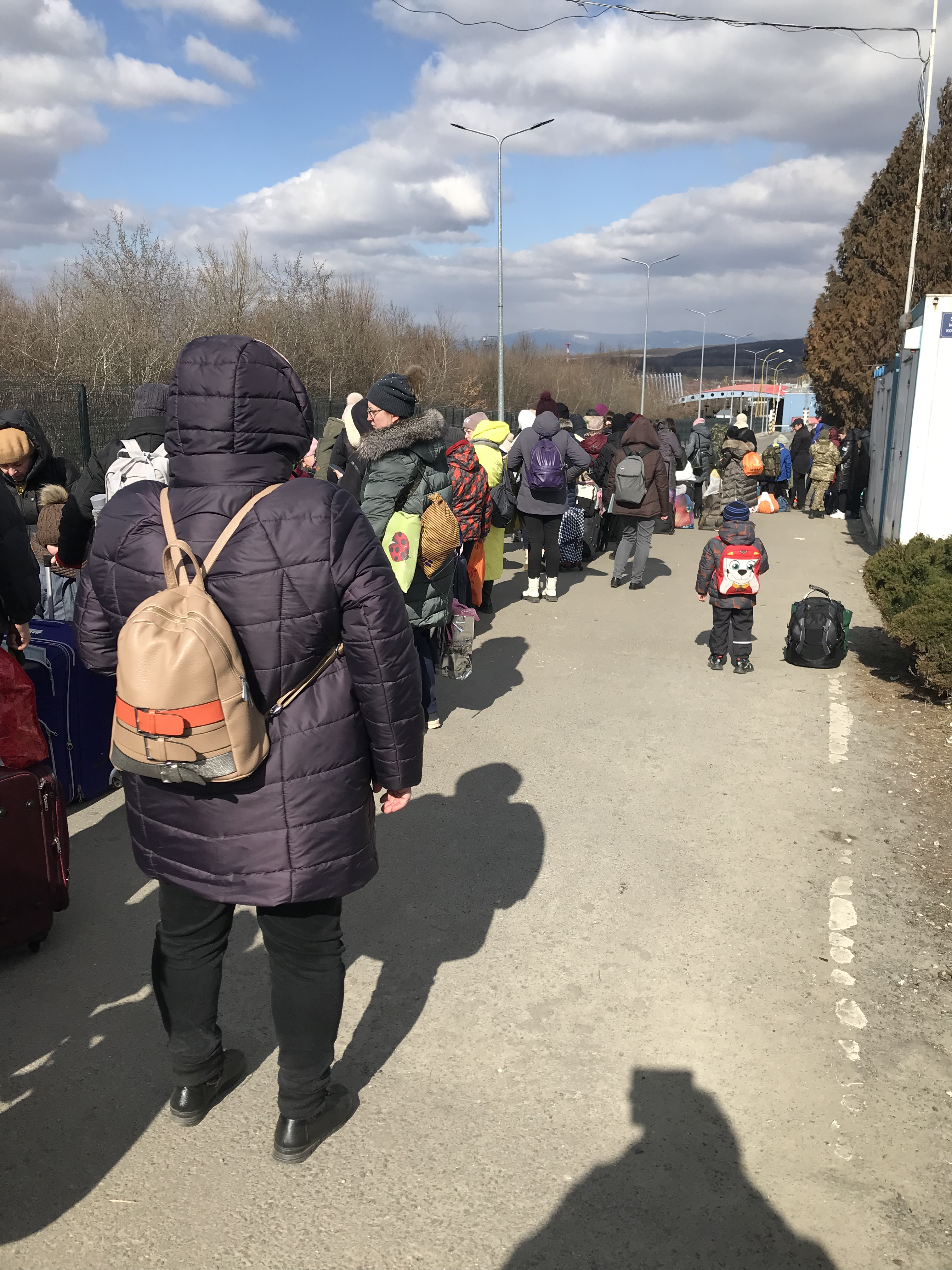
3月10日にスロバキアに入国した難民たち

3月8日の時点で、スロバキアは14万人以上を受け入れた。6月13日までに、501,335人のウクライナ難民がスロバキアに入国している。

#### ベラルーシ
ベラルーシ政府の発表によると、5月29日までに30,092人がベラルーシに渡った。

### その他の欧州諸国

#### EUの法的枠組み
ウクライナはEUと連合協定を結んでおり、2017年以降、生体認証パスポートを持つウクライナ人はシェンゲン圏に90日間ビザなしで滞在する権利を持つようになった。ウクライナ侵攻後、欧州委員会は加盟国に対し、人道的な理由で生体認証パスポートを持たない人の入国・滞在を許可するよう求めており、難民が国境を越えて到着し始めた頃から加盟国はそれを行っていた。
3月4日、EU理事会は、ウクライナから逃れてきた難民がEUの標準的な亡命手続きを経る必要がないよう、一時的保護指令を初めて実施することを全会一致で決定した。一時保護は、EU加盟国に当初1年間滞在する権利を与える緊急メカニズムで、最大3年間まで延長することができる。受益者は、居住、労働市場や住宅へのアクセス、医療支援、子どもの教育へのアクセスなど、EU全域で調和された権利を享受することができる。理事会は、避難民の割り当て制度を採用せず、受益者が自由に行き先を選択できるようにした。

#### オーストリア
オーストリア国民党のゲルハルト・カルナー・オーストリア内相とカール・ネーハマー連邦首相は、オーストリアがウクライナからの難民を受け入れる意思があることを発表した。すべての難民は90日間の滞在を許される。オーストリアに到着した15万人のウクライナ難民のうち、約7000人が亡命を申請し、そのほとんどが他国へ移送されている。

#### ベルギー
2月25日、ベルギーの亡命・移民担当国務長官は、欧州に受け入れの調整を呼びかけた。その2日後、メリアメ・キティル開発相は、ウクライナへの追加人道支援に300万ユーロを割り当てることを発表した。3月17日までに、ベルギーで1万人の難民が一時保護登録された。4月14日までに、ベルギーで30,807人の難民が登録された 。

#### ブルガリア
3月5日までに、約25,000人のウクライナ人難民がブルガリアに到着した。3月12日までにその数は70,000人近くになった。3月28日までに約12万5,500人、4月16日までに185,055人のウクライナ人がブルガリアに入国した。87,439人が同国に残り、そのうち約25,000人は子供であった。

#### クロアチア
ロシアの侵攻開始から6月14日までに、19,736人のウクライナ人難民がクロアチアに入国し、そのうち50％以上が女性、34％以上が子ども、16％近くが男性であった。

#### キプロス
キプロス内務省の報告によると、ロシア侵攻の翌日から3月9日までに約3,000人のウクライナ人難民がキプロスに入国し、そのうち19人が亡命を希望していた。4月までにその数は約10,000人となった。

#### チェコ

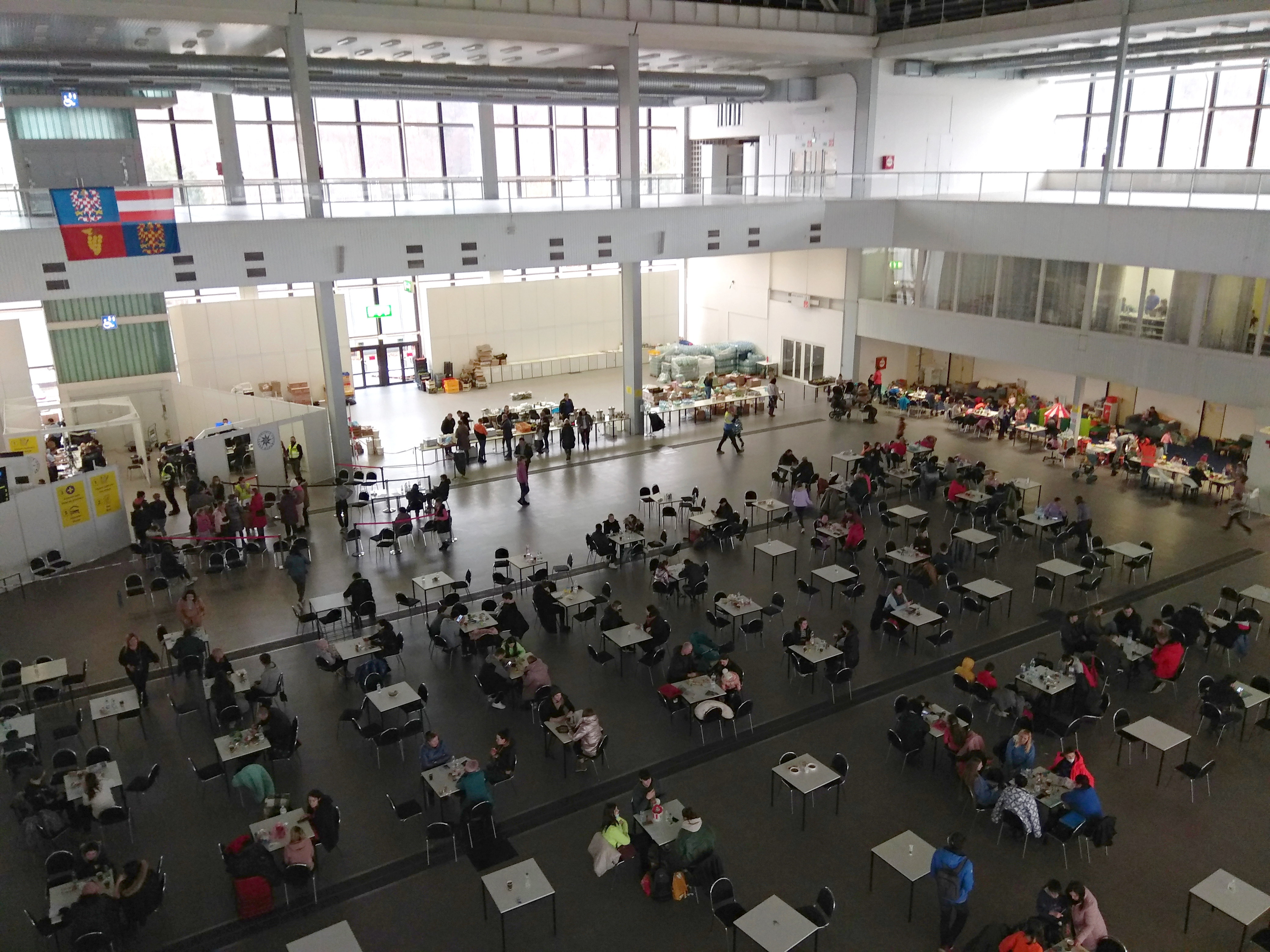
チェコ・ブルノでのウクライナ人難民の様子

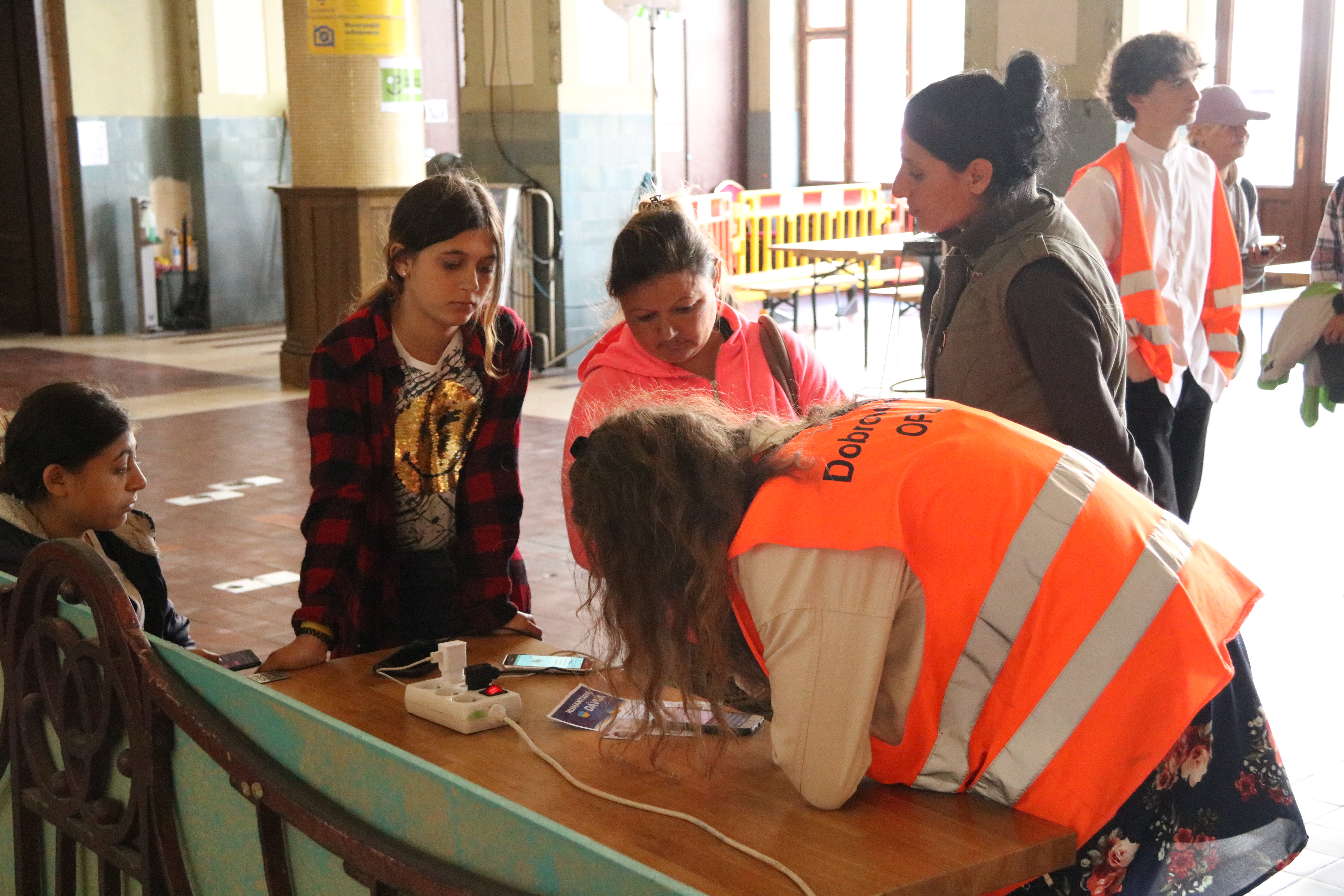
プラハ中央駅で難民を支援するボランティアたち

チェコでもウクライナ人難民に対し、経済的、人道的、その他の支援を行うとともに彼らの子どもたちのための国営宿泊施設や教育施設を提供している。チェコは3月7日までに10万人以上のウクライナ人難民を受け入れた。3月10日現在、約20万人の難民を受け入れている。同国では難民の収容能力が限界に近づいているため、政府は難民キャンプの建設を検討している。3月17日までにウクライナから27万人以上の難民がチェコに到着し、3月23日までに30万人以上、4月30日までに31万8,785人にまで増加した。
難民の登録、宿泊施設、健康保険、その他の支援を得るためのウクライナ支援地域センター（Krajská asistenční centra pomoci Ukrajině）のネットワークが同国の地方都市に作られた。3月17日には、難民の滞在許可証の取得や医療へのアクセスを容易にするため、Lex Ukrajinaと呼ばれる法律が国会で可決された。
3月17日、AP通信やBBCニュースなど一部のメディアは、チェコの首相が「チェコはもはやウクライナからの難民を受け入れることはできない」と発言したと報道した。。しかしこれはチェコ語の引用を誰かが誤訳したものであった。正しくは「我々は大きな問題なく受け入れることができる限界に達している（中略）さらに多くの人数に対応できるような手順を踏んでいかなければならない」であった。BBCは後にこの誤訳を訂正した。

#### デンマーク

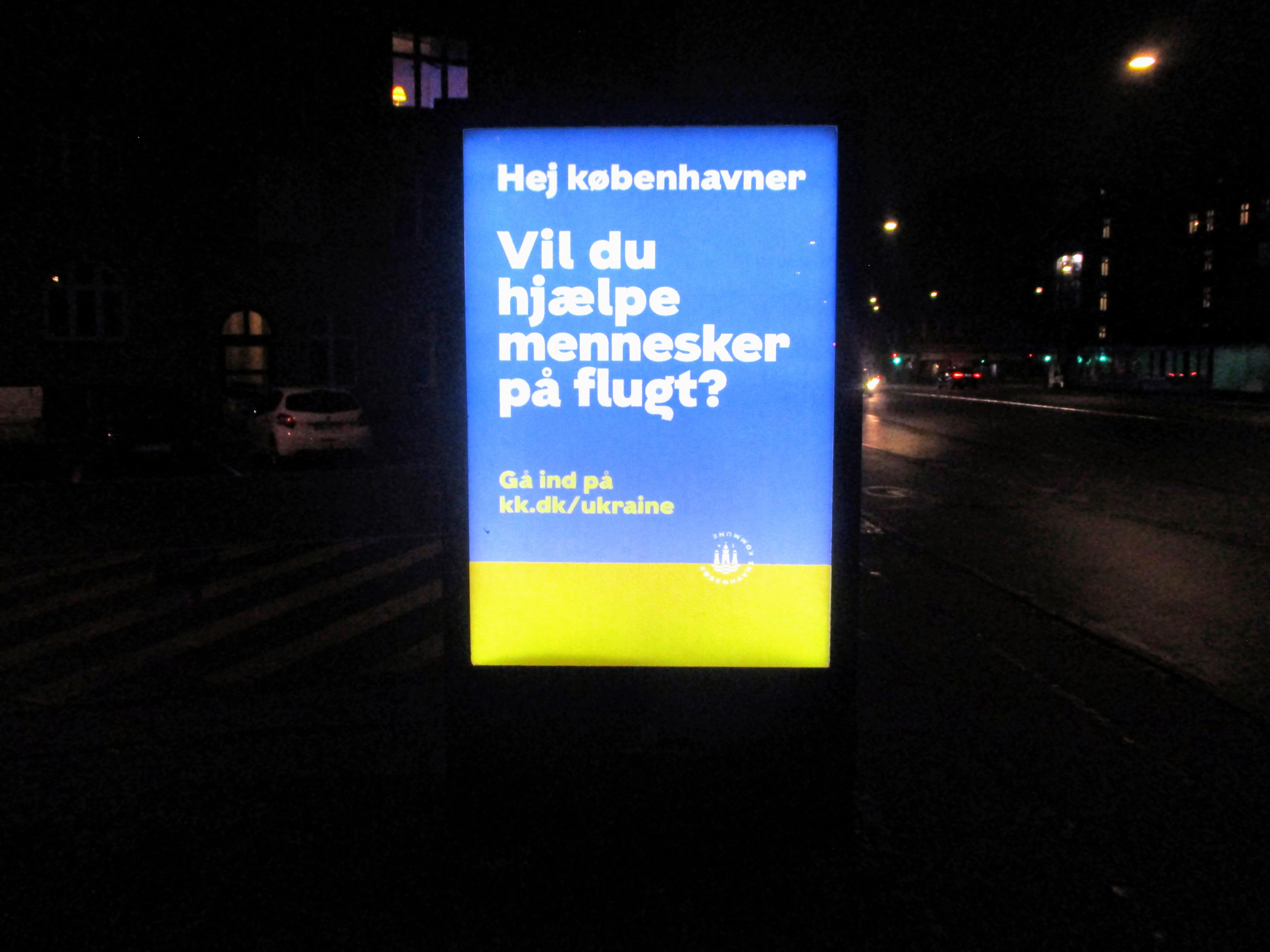
コペンハーゲンに貼られた、自治体のウクライナ人難民支援ページの宣伝ポスター

3月25日までにデンマーク当局が登録したウクライナ人は約24,000人で、そのうち約半数は子どもである。ウクライナ人にはビザなしルールがあり、国境はほぼ開かれていて散発的なコントロールしか行われていないため、正確な数は不明である。当局は戦争が長引けば最終的に10万人を超える可能性があると予測している。ウクライナ国民とその近親者、およびすでにウクライナで難民認定を受けている非ウクライナ人は最初に亡命を申請しなくても2年間の滞在許可証（延長可能）を受け取ることができる。デンマーク当局によると、4月1日までに約3万人の難民がデンマークに到着し、イースター後には約4万人に増加すると予想されている。

#### エストニア
3月18日までに25,190人の難民がエストニアに到着し、そのうち3分の1以上が子供であった。そのうち、6,437人がトランジット（通過）し、18,753人がエストニアに留まる予定であった。3月31日までに、25,347人の難民がエストニアに入国し、そのうち約40％が子どもであった。政府は13,289件の一時保護申請を受理した。
6月12日までに、42,257人のウクライナ人難民がエストニアに入国した。

#### フィンランド
フィンランド移民局によると、ロシアの侵攻開始から3月30日までに、約15,000人のウクライナ人難民がフィンランドに入国した。当局は、最大で10万人が入国する可能性があると推定している。

#### フランス
3月10日、内務省によると、ウクライナからフランスに到着したのは7,251人で、うち6,967人がウクライナ人であった。フランスのジェラルド・ダルマナン内相によると、3月16日までに少なくとも17,000人のウクライナ人難民がフランスに入国したという。3月24日、ニースに新設されたウクライナ難民の受け入れセンターを訪れたジャン・カステックス首相は、2月25日から3万人のウクライナ難民がフランスに入国したと述べた。3月30日現在、女性や子どもを中心に約45,000人のウクライナ人がフランスに到着している。5月29日までにこの数字は約9万3,000人になったとみられている。
フランス移民統合局によると、4月27日現在、フランスで亡命者向け補助金を受けている難民は7万人以上、5月24日には8万5千人以上となった。また、フランス国民からの支援を調整する目的で、「Je m'engage pour l'Ukraine」（私はウクライナに献身しています）というポータルが国の支援で立ち上げられた。
世論調査では、フランス国民の85％がウクライナ難民の支援に賛成している。

#### ジョージア
ジョージアも南オセチア紛争で同じような経験をしたため、ジョージア人はウクライナ難民に寛大である。ウクライナ難民の正確な人数は不明だが、4月27日には2万人を超えていた。
また、ジョージアはいくつかの都市でウクライナ人の子どもたちが母国語で学べるような施設を開設している。 ジョージア政府はウクライナ人のためのシェルターを設置して最大1,000トンの人道支援を送り、「最大28,000人のウクライナ人を避難させる」と2022年5月27日にイラクリ・ガリバシヴィリ首相が述べている。同首相は政府がウクライナ難民の世話をするために700万米ドルを割り当てており、2022年までウクライナへの援助のために同じ金額を割り当てることに言及した。

#### ドイツ

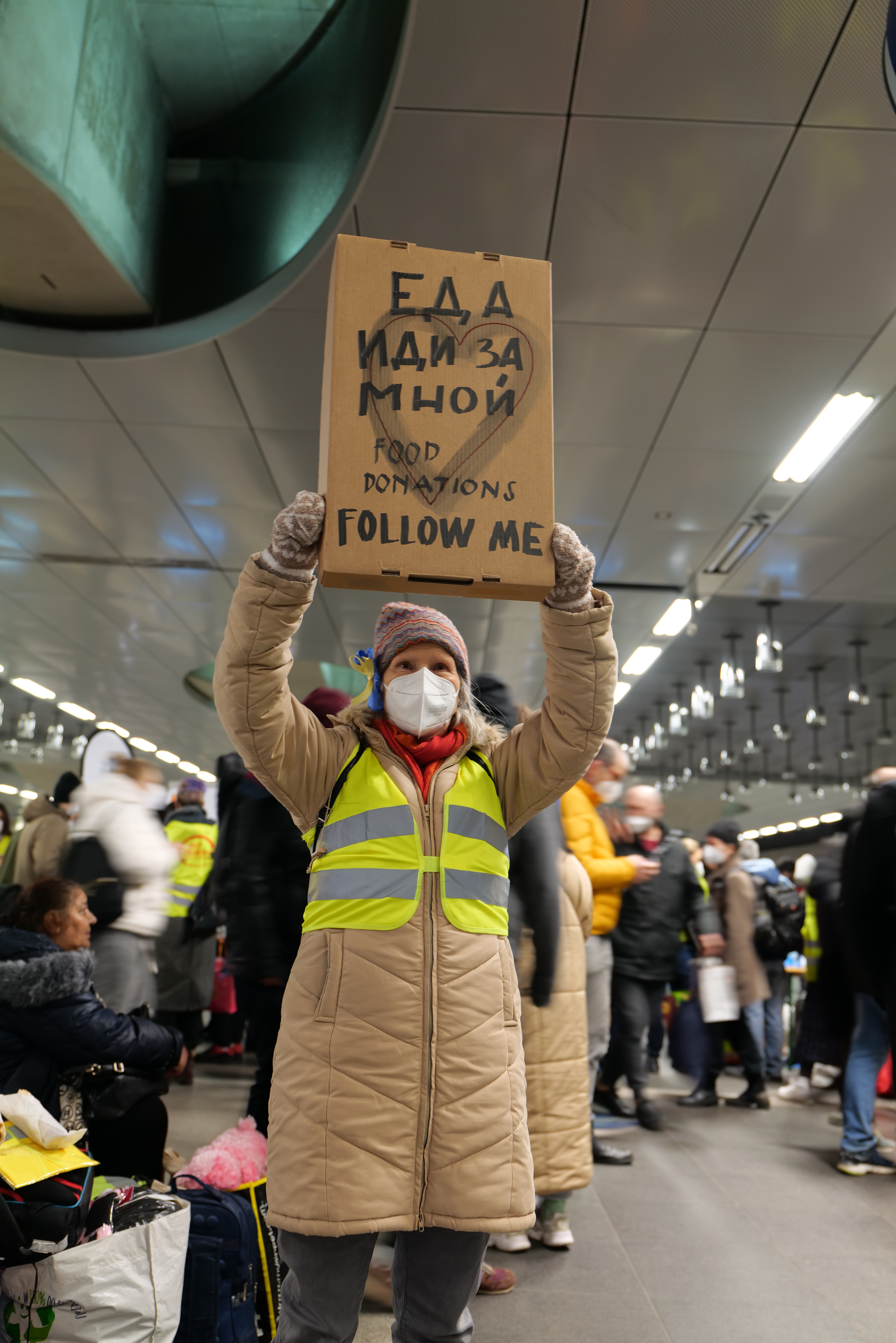
ベルリンの鉄道駅で難民を誘導する看板を持つボランティア

2月25日夜、ウクライナからの最初の難民がブランデンブルク州に到着し、連邦州は当初、約1万人の受け入れ態勢を整え、他の州も支援を約束した。さらにメクレンブルク＝フォアポンメルン州は、ウクライナへの強制帰還を中止することを決定した。
3月8日には、2月24日のロシアの攻撃開始時点でウクライナに合法的に居住していたウクライナ人と第三国人のドイツへの入国と居住を一時的に合法化する法的規範（Ukraine-Aufenthalts-Ubergangsverordnung）が施行された。
ドイツの国鉄であるドイツ鉄道は、ウクライナのパスポートやIDカードを持つ難民に、ポーランドからドイツまでの長距離列車を無料で利用できるようにした。また、別の目的地に移動する難民にも無料チケットを配布し、3月17日までに10万枚以上が発行された。ドイツ交通会社協会は、ウクライナ難民のドイツ国内でのバスや列車による短距離移動の料金をすべて取り消すことを決定した。
ドイツのメディアは、ウクライナからの難民について、他の国からの難民、特に2015年の欧州移民危機の際に到着した難民と比較して、描写に違いがあるのかどうかを議論した。
連邦内務・共同体省によると、3月6日正午までにウクライナからの戦争難民37,786人がドイツに登録し、3月14日にはその数は147,000人近くに達している。3月23日までにドイツに入国した難民は約23万9000人。内務省の発表によると、3月10日までに30万戸の民家が宿泊施設を提供した。旧ベルリン・テーゲル空港やベルリン・ブランデンブルク空港の第5ターミナルなどに一時的な避難所が作られた。

#### ギリシャ
3月1日、ギリシャ政府はマリウポリとその周辺から10万人のギリシャ系住民を避難させることを検討していた。初期の難民の多くは、ウクライナの大規模なギリシャ系民族社会からのものだった。4月4日までに、16,700人以上のウクライナ人難民がギリシャに到着したが、政府関係者によると、そのうち5,117人は未成年者であった。

#### アイスランド
1月1日から4月25日の間に、845人のウクライナ人がアイスランドに亡命を申請した。まだ亡命申請をしていない人がすでに到着している可能性もある。4月13日現在、748人のウクライナ人が亡命を申請しており、そのうち26％が18歳未満であった。

#### アイルランド
3月上旬、アイルランド政府は10万人以上の難民を受け入れる見込みであると発表した。しかし、これは後に20万人に引き上げられた。4月11日までに21,000人の難民が到着し、そのうち約13,000人が国が提供する宿泊施設に収容されている。政府は4月末までに4万人のウクライナ人を受け入れると予想した。

#### イタリア
マリオ・ドラギ首相によると、3月9日までにイタリアに到着したウクライナ人難民は23,872人で、主にイタリアとスロベニアの国境を経由して到着している。3日後の3月12日には、この数は34,851人に増加した。4月7日には86,066人、6月13日には133,013人となった。
2022年3月からは、イタリア政府がマフィアから差し押さえた資産で、ウクライナ難民の収容が始まっている。

#### ラトビア

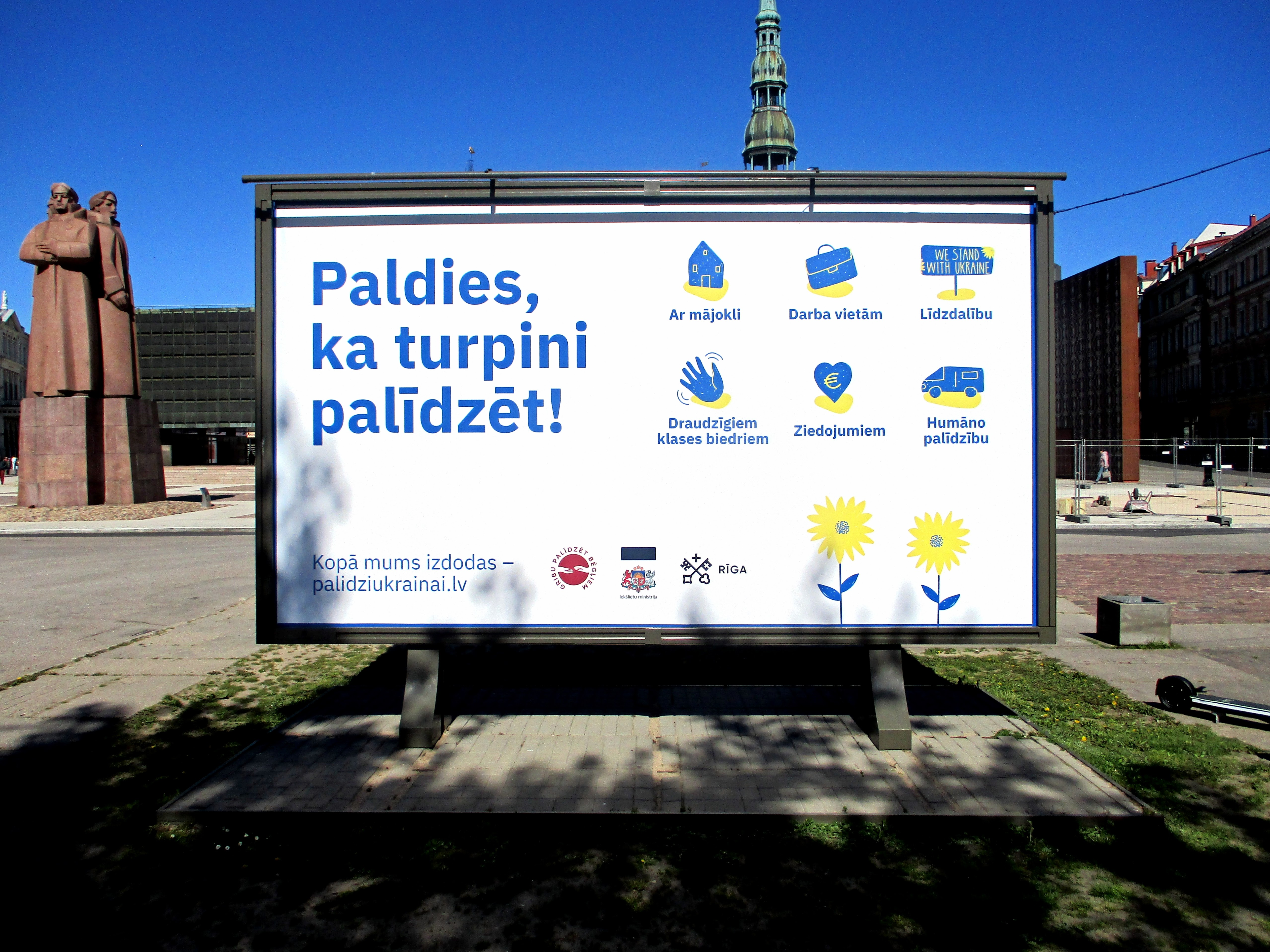
ラトビア銃兵隊広場の看板。ウクライナ人およびウクライナへの支援に対するラトビアへの感謝の意が示されている

ラトビア内務省は、2月14日の時点で、ウクライナから大量の人々が流入した場合の計画を準備していた。2月24日、政府はウクライナからの難民約1万人を受け入れ、収容する緊急時対応策を承認した。いくつかの非政府組織、自治体、学校なども宿泊施設の提供を約束した。2月27日、約20人のボランティアの専門ドライバーが物資を積んでルブリンに出発し、帰路にウクライナ難民を運んだ。
最初の難民は2月26日に到着し始め、3月2日までにラトビアは1,000人以上のウクライナ難民を受け入れた。3月2日にはラトビア語、ウクライナ語、英語、ロシア語の公式ポータルサイト「Ukraine to Latvia」を開設、3月7日には3,000–4,000人のウクライナ難民がラトビアに到着し、リガ会議場にウクライナ難民ヘルプセンターが開設された。3月9日までに67人のウクライナ人に人道的ビザが発給された。3月14日には、増加する難民に対応するため、リガ工科大学の旧校舎に2つ目のウクライナ難民ヘルプセンターが開設される予定である。3月20日現在、リガには6,253人のウクライナ人難民が登録されている。ロシアの侵攻開始から3月23日までに、12,000人のウクライナ人難民がラトビアに入国した。ロシアの侵攻開始から6月5日までに、31,960人のウクライナ人難民がラトビアに入国した
。

#### リトアニア
ロシアの侵攻から5月23日までに、約53,700人のウクライナ人難民がリトアニアに入国した。そのうち、約21,300人が6歳以下の子どもで、約5,600人が65歳以上のウクライナ人難民であった。

#### ルクセンブルク
ルクセンブルク外務省は、ルクセンブルク市内に「第一次受け入れセンター」を設置した。

#### オランダ

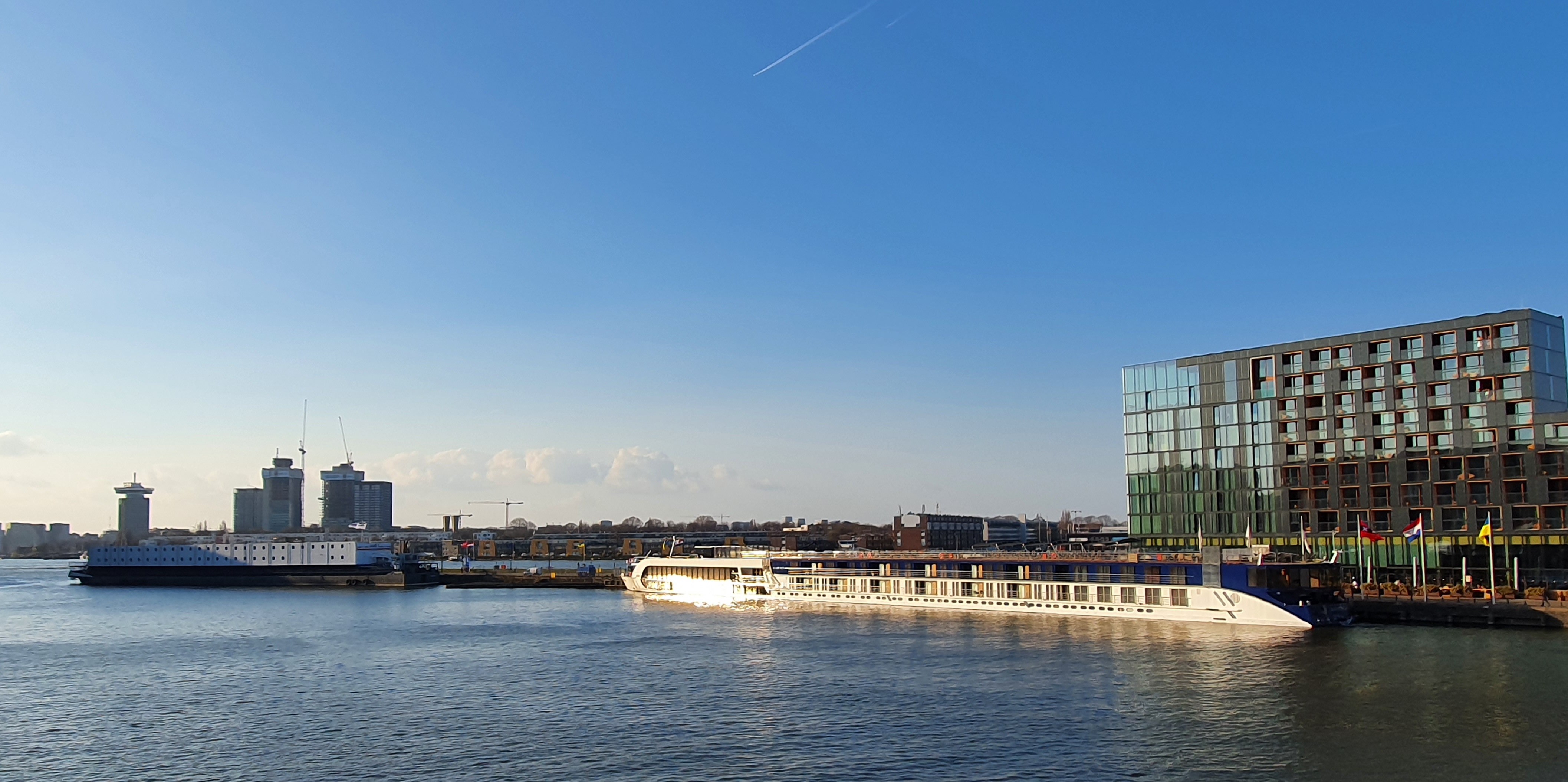
ジャワ島に停泊中の船

侵攻前、安全を求めるウクライナ人はすでにオランダに飛び、3ヶ月間滞在することができた。この間、亡命センターはすでに「過密状態」であったため、彼らは自分で宿泊先を探さなければならなかった。エリック・ファン・デル・ブルグ移民担当国務長官は、可能であれば難民はそれぞれの地域で受け入れるべきだという原則が常に強調されてきたが、今はヨーロッパがその地域だと述べた。2月27日の時点で、ウクライナからオランダに到着した難民は50人足らずだった。
しかし、3月8日までにロッテルダムだけで325人のウクライナ人難民が到着した。地元関係者は、ロッテルダムは当初予想されていた1000人よりも多くのウクライナ人を受け入れるだろうと述べた。
オランダ内閣は、イェシルゲス司法・治安大臣の書簡によると、ウクライナからの難民のために5万人の場所を確保したいと考え、「安全地域は、自治体とともに、2週間以内に地域ごとに少なくとも1000人のウクライナからの難民のための受け入れ場所の実施を調整する」ことになった。その後、第3段階として、再び同じ人数を受け入れることになる。
3月16日までに、アムステルダムの自治体は、既存の能力を拡張する方法として、300人の難民を宿泊させるために、ジャワ島に停泊する船舶を取得した。

#### ポルトガル
ポルトガルは4月25日現在、ウクライナからの難民を33,106人受け入れている。難民の大半はウクライナ人で、5％は侵攻時にウクライナに住んでいた非ウクライナ人である。女性の難民は22,208人、男性は10,898人、未成年者は11,410人である。4月6日現在、350人の未成年者が親または法的保護者を伴わずに到着している。ほとんどの場合、これらの未成年者は近親者とともに到着したが、そのうち16人は同伴者なしで到着し、この数は4月7日までに45人に上った。3月29日の時点で、1,800のポルトガルの家庭が里親の提供を申し出ている。ポルトガル当局は、大多数の近親者が見つかり、永久養子縁組が必要になるのはごく少数であると予想している。
2022年の侵攻以前、ポルトガルにはすでに27,200人のウクライナ人移民がいた。危機の結果、ウクライナ人移民コミュニティはポルトガルで2番目に大きくなり、3月の1カ月で52,000人以上とほぼ倍増している。そのコミュニティは、難民の輸送を組織的に支援した。
4月6日までに、ポルトガルの公立学校に入学したウクライナ人難民の子どもたちは、3月22日の600人超から2,115人に増加した。雇用面では、2022年4月6日現在、359人の難民が雇用され、4,261人が仕事を探していると登録し、2,880人がポルトガルのクラスに登録している。ポルトガルの社会保障は4月6日現在、ウクライナ難民からの1,412件の要請を処理した。ポルトガル政府は、ウクライナ難民に制限を設けていないことをあらためて表明した。

#### セルビア
セルビア共和国難民移住局（KIRS）によると、4月15日現在、セルビアには6,000人を超えるウクライナ人難民がいる。

#### スロベニア
ロシアの侵攻から3月23日までに3,000人以上のウクライナ難民がスロベニアに入国し、2022年3月28日までに7,000人以上のウクライナ難民がスロベニア入りし、4月15日までに18,415人まで増えたが、大多数がスロベニアに残っていない。

#### スペイン
スペインは、すでに国内に居住している10万人のウクライナ人を完全に合法化すると発表した。これにより、彼らは「合法的に働くことができ、教育、健康、社会政策を利用できるようになる」とペドロ・サンチェス首相は述べた。その他、地方行政から中央行政まで複数の当局が、より多くのウクライナ難民を受け入れる意志があることを表明した。2022年3月31日、サンチェス首相は、3万人のウクライナ難民が正式に一時保護資格を付与されたと発表したが、数日後には7万人に増加する見込みであることを明らかにした。難民の多くは親戚や友人の家に滞在しており、まだ当局に届け出ていなかった。
スペインのインクルージョン・社会保障・移民省は、ポズエロ・デ・アラコン、バルセロナ、アリカンテ、マラガでウクライナ難民のための受付・注意・移転センター（CREADE）を有効にし、紛争発生から3週間の間に約4万件の一時保護のための申請を解決している。

#### スウェーデン
3月11日の時点で、当局は、ロシアの侵攻以来、5,200人のウクライナ人がスウェーデンに入国したと登録している。ウクライナ人にはEU全体で90日間のビザ免除規定があり、国境での登録が必要ないため、実際の数はかなり多いと考えられている。2022年上半期にスウェーデンが受け入れるウクライナからの難民は約76,000人に上る可能性が高いと予測されている。

#### スイス
ウクライナ人（生体認証パスポートを所持）はすでにビザなしでスイスに入国することが可能で、滞在期間は最長で3カ月であった。カリン・ケラー＝スッター法相は2月28日、将来的にはパスポートを持たない難民も歓迎し、滞在期間の制限をなくすと発表した。連邦政府と各州は9,000人の難民に宿泊施設を提供する予定である。3月11日、法相は2100人の難民がすでにスイスに登録されており、合計で最大6万人の難民が到着する可能性があると発表した。4月5日現在、24,837人の難民が登録され、そのうち18,149人がすでにS許可証を受け取っている。

#### イギリス
イギリスでは3月13日までに約1,000件のビザを発行したが、難民のイギリス入国に官僚的な障害が多すぎるという批判を内外から受け、なお、すでにイギリスに家族がいる難民にしか入国を認めないという批判を受けた。3月4日、イギリスは、イギリス人とイギリス在住のウクライナ人がウクライナから大家族のメンバーを呼び寄せることを認めると発表した。イギリスのボリス・ジョンソン首相は、20万人のウクライナ人難民を受け入れることができると述べた。2022年3月7日、フランスのジェラルド・ダルマナン内相は多くのウクライナ難民がカレーでイギリス職員に追い返され、パリかブリュッセルのイギリス領事館でビザを取得するように言われたと述べた。エマニュエル・マクロン大統領も、イギリスはウクライナ難民を助けていないと批判した。
3月12日、イギリスのマイケル・ゴーヴ大臣はウクライナ難民に自宅を提供したイギリス人が月350ポンドを受け取る「Homes for Ukraine」制度を発表した。
3月28日、イギリス内務省は、難民がすでにイギリスに居住している近親者と合流できる「ウクライナ・ファミリー・スキーム」によるビザを21,600件発行したと発表した。しかし、以前発表した「ウクライナのための家」計画では、手続きが遅くて官僚的だと政府は批判された。Refugee Council、英国赤十字社、セーブ・ザ・チルドレン、オックスファムの代表は、この制度が「すでにトラウマを抱えているウクライナ人に大きな苦痛を与えている」と警告する声明を発表した。この制度によるビザ申請は、3月30日までに2,500件が承認された。2022年4月、タイムズ紙は、女性難民がホスト役を申し出るイギリスの男性から性的関係や結婚まで提案され、搾取される危険性があることを明らかにした。4月13日、UNHCRはイギリスに対し、女性が性的搾取の危険にさらされているとして、「ホームズ・フォー・ウクライナ」スキームで独身のイギリス人男性と独身のウクライナ女性難民のペアを組むのをやめるよう要請した。
4月8日までに、合計12,000人のウクライナ人難民がイギリスに入国した。そのうち1,200人はイギリスの受け入れ先がスポンサーとなる「Homes for Ukraine」スキームで、10,800人はイギリスに以前から家族のつながりがあった人を対象とする「Ukrainian family」スキームで入国している。イギリス政府は4月7日までにウクライナ人から7万9800件のビザ申請を受け、4万900件を発行したが、実際にイギリスに入国した難民は4月22日までに21600件、両スキームでは27100件にとどまった。5月29日までにこの数字は65,700人に達していた。

### その他の国々

#### アルゼンチン
2022年5月、人道的ビザで到着した難民を乗せた初の民間機が9名の乗客を乗せてアルゼンチンの首都ブエノスアイレスに到着した。アルゼンチン政府は、このようなフライトを継続する意向を表明している。

#### オーストラリア
2月のロシアの侵攻を受けて、オーストラリアのスコット・モリソン首相はウクライナ人からのビザ申請を「最優先事項としてで扱う」と述べた。複数のオーストラリア人が自宅を開放してウクライナ人難民を受け入れており、4,000人以上のビザが処理された。3月20日にオーストラリア連邦政府は、入国した、あるいはすでに入国しているウクライナ人に、就労、就学、医療へのアクセスを可能にする一時的な人道的ビザを許可すると発表した。3月20日までに、約5,000人のウクライナ人にオーストラリアへの渡航ビザが発給され、750人が到着している。

#### ブラジル
3月3日、ブラジル政府はウクライナ人が難民として人道的ビザを取得し、5ヶ月間の亡命申請期間を設けると発表した。ウクライナ・ブラジル中央代表部によると、ブラジルには約60万人のウクライナ系住民がおり、そのうち約3万8千人がプルデントポリスに住んでいるという。ブラジル警察によると、2月3日から3月19日までにブラジルは約900人のウクライナ人難民を受け入れた。3月22日の同国警察によると、同日までにブラジルに上陸したウクライナ人は1,100人であった。

#### カナダ
3月3日、カナダ政府はカナダ国民とそのウクライナ人家族を永久に再会させる計画を発表した。カナダ移民・難民・市民権省は、カナダへの一時滞在申請を無制限に許可し、これらの移住計画で受け入れられたか、あるいはウクライナに安全に帰国できないウクライナ人に労働許可を提供すると表明した。政府は3月17日、カナダ・ウクライナ緊急渡航認証（CUAET）を開始し、ウクライナ人とその家族にカナダに一時的に滞在するための観光ビザを与え、最長で3年間、現地での就労と就学を可能にした。申請人数に制限はなく、海外にいる申請者はオンラインで申請し、バイオメトリクス（指紋と写真）を提出する必要があり、オンライン申請には14日間を要した。
カナダには約140万人のウクライナ系カナダ人がおり、カナダはロシアに次いで2番目に多いウクライナ系ディアスポラ人口を有している。カナダ国境サービス庁が1月1日から6月5日の間に記録したウクライナ出身者とカナダ永住者のカナダへの入国者数は陸路で7,580人、空路で35,707人だった。3月17日から6月8日の間にCUAETを通じて296,163件の申請を受理し、そのうち131,763件が承認された。申請が続いていることから、カナダ政府はウクライナ難民のための新しい移民プログラムの実施を促進するため、1億1700万カナダドルを追加投資することを発表した。

#### エジプト
紛争発生時、エジプトには推定16,000〜20,000人のウクライナ人観光客（現在は難民）がいた。エジプト政府はポーランド、スロバキア、ハンガリーへの無料航空券を提供し、エジプトからの出国を支援した（3月4日現在、約4,000人が出国している）。

#### イスラエル

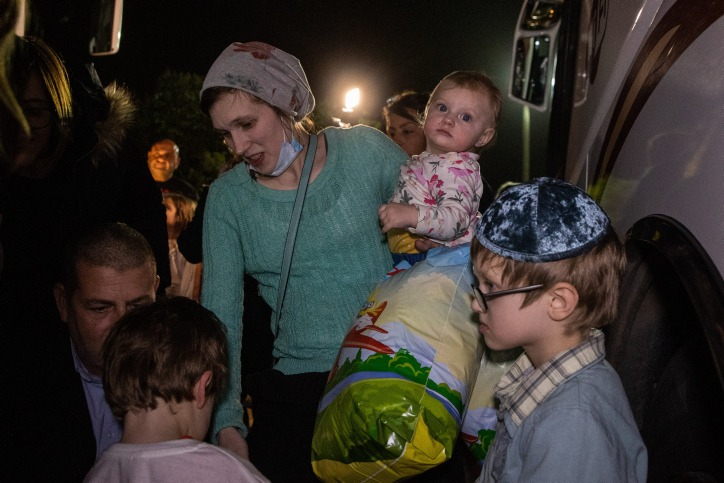
2022年3月6日、イスラエルに到着したウクライナ人家族

5月22日現在、36,600人のウクライナ人がイスラエルに到着し、そのうち18,600人がイスラエルに入国（ユダヤ教徒のアリーヤー）する権利を持っていた。
3月23日現在、15,200人以上のウクライナ人難民がイスラエルに到着しているが、そのうち市民権を得ることができたのは4,200人に過ぎない。また紛争発生時にすでにイスラエル国内にいた（観光ビザや不法滞在）2万人のウクライナ人も難民とみなされ滞在許可が与えられている。

#### 日本
日本は3月15日、ウクライナから紛争を逃れてきた難民に国境を開くという異例の措置をとった。3月12日、日本の松野博一官房長官は広島の友人や親類に避難するために29人のウクライナ人が日本に入国したことを確認した。ロシアの侵攻開始から2022年4月6日までに日本に入国したウクライナ人難民は437人であった。ロシアの侵攻開始から2022年6月8日までに日本に入国したウクライナ人難民は1222人であった。 都道府県別の在留者数を見ると、東京都（215人）が最も多く、次いで福岡県（92人）、神奈川県（70人）となっている。 2022年6月8日時点で、ウクライナ避難民入国者数のうち284人が18歳未満。ロシアの侵攻開始から2022年11月30日までに日本に入国したウクライナ人難民は2158人であった。 都道府県別の在留者数を見ると、東京都（545人）が最も多く、次いで大阪府（154人）、神奈川県（139人）、福岡県（122人）、兵庫県（105人）となっている。 2022年11月30日現在、417人のウクライナ難民が18歳未満、1,463人が18歳から60歳まで、278人が61歳以上だった。

#### 韓国
もともと第二次世界大戦中にソ連極東部に住む朝鮮人が、おもに当時のソ連ウクライナへ強制移住させられて、こうした「高麗人」が最近のロシア経済停滞に伴って韓国へ移住してきて、光州市北郊外に集中して「光州高麗村」ができていたが、つい最近のウクライナ難民危機で移住者が増えて、光州市だけでそうした人々が7,000人暮らす。韓国語の習得、就職の面などで彼らの永住は困難と報道されている。

#### フィリピン
フィリピン司法省は、ロシアのウクライナ侵攻への対応として、ウクライナ難民・庇護希望者の受け入れに応じると表明した。ロドリゴ・ドゥテルテ大統領は2022年2月28日、国際法の下で難民、無国籍者、庇護希望者を保護するフィリピンの方針を制度化した。

#### スリランカ
紛争の初期に、政府は進行中の紛争のためにスリランカに足止めされている15,000人以上のロシア人とウクライナ人に無料ビザを付与し、2ヶ月延長すると発表した。

#### トルコ[注釈 1]
3月3日、トルコ政府はロシアの侵攻以来、2万人のウクライナ人難民がトルコに入国したと発表した。トルコのスレイマン・ソユ内務大臣は「トルコは喜んで彼らを迎える」と述べた。3月8日までに公式発表ではトルコ国内のウクライナ難民は20,550人となり、そのうち551人がクリミア・タタール人またはメスヘティア・トルコ人の出自であることがわかった。2016年のユーロビジョン・ソング・コンテストの優勝者でもあるクリミア・タタール出身のウクライナ人、ジャマラもトルコへの難民となった。3月23日までに、ウクライナ人難民の数は58,000人を超えた。4月25日現在、トルコのウクライナ人難民の数は85,000人を超えた。

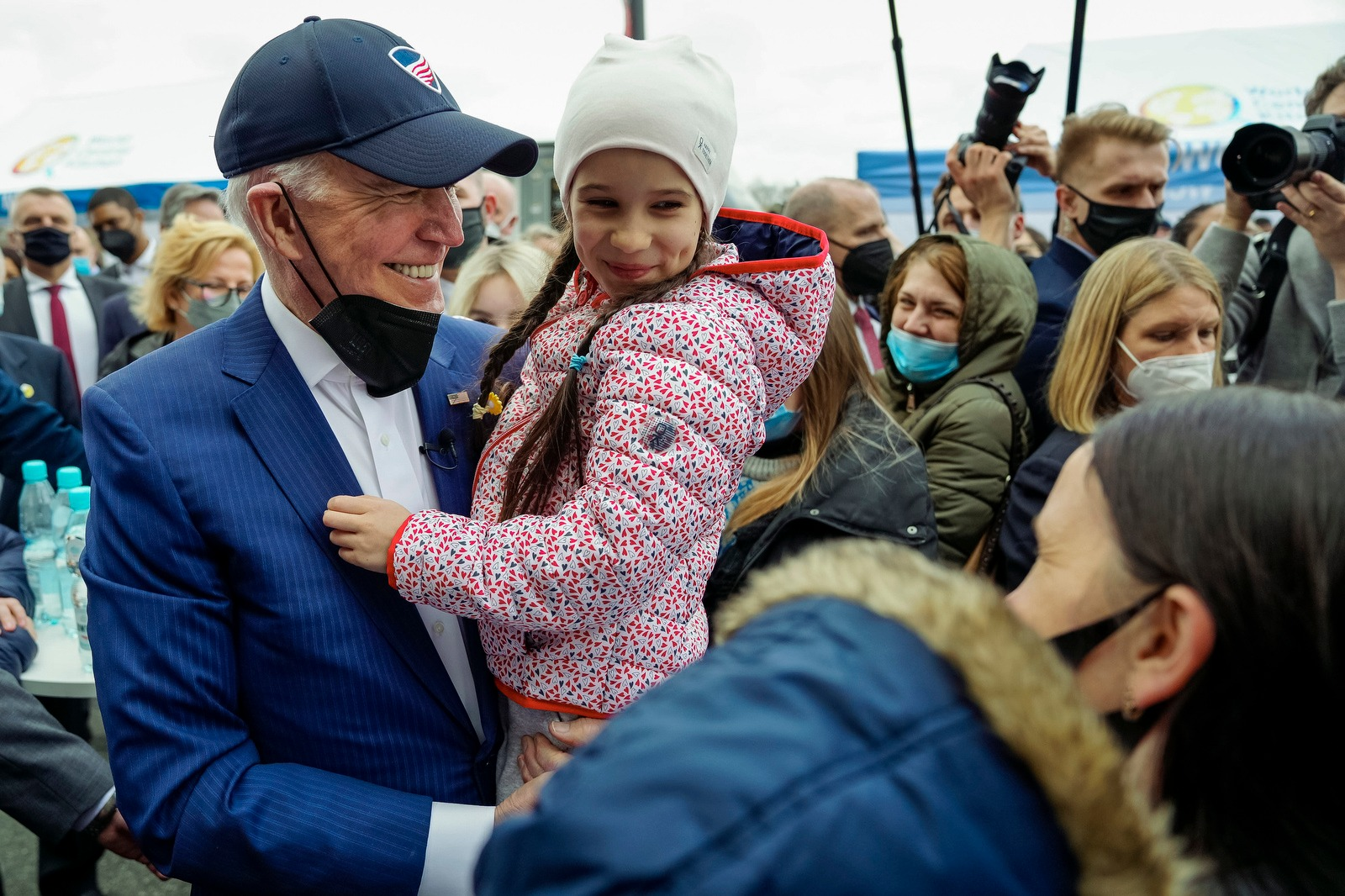
3月にポーランドを訪問した際、ウクライナ人難民と話すアメリカのジョー・バイデン大統領。

#### アメリカ合衆国
アメリカ政府は3月4日、ウクライナ人に一時的保護資格を与えることを発表した。これにより、アメリカ国内のウクライナ人3万人に影響が及ぶと推定される。3月24日、アメリカのジョー・バイデン大統領は、最大10万人のウクライナ人難民をアメリカに受け入れると発表した。特に、家族がすでにアメリカにいる人に焦点を当てた。

## 国際支援

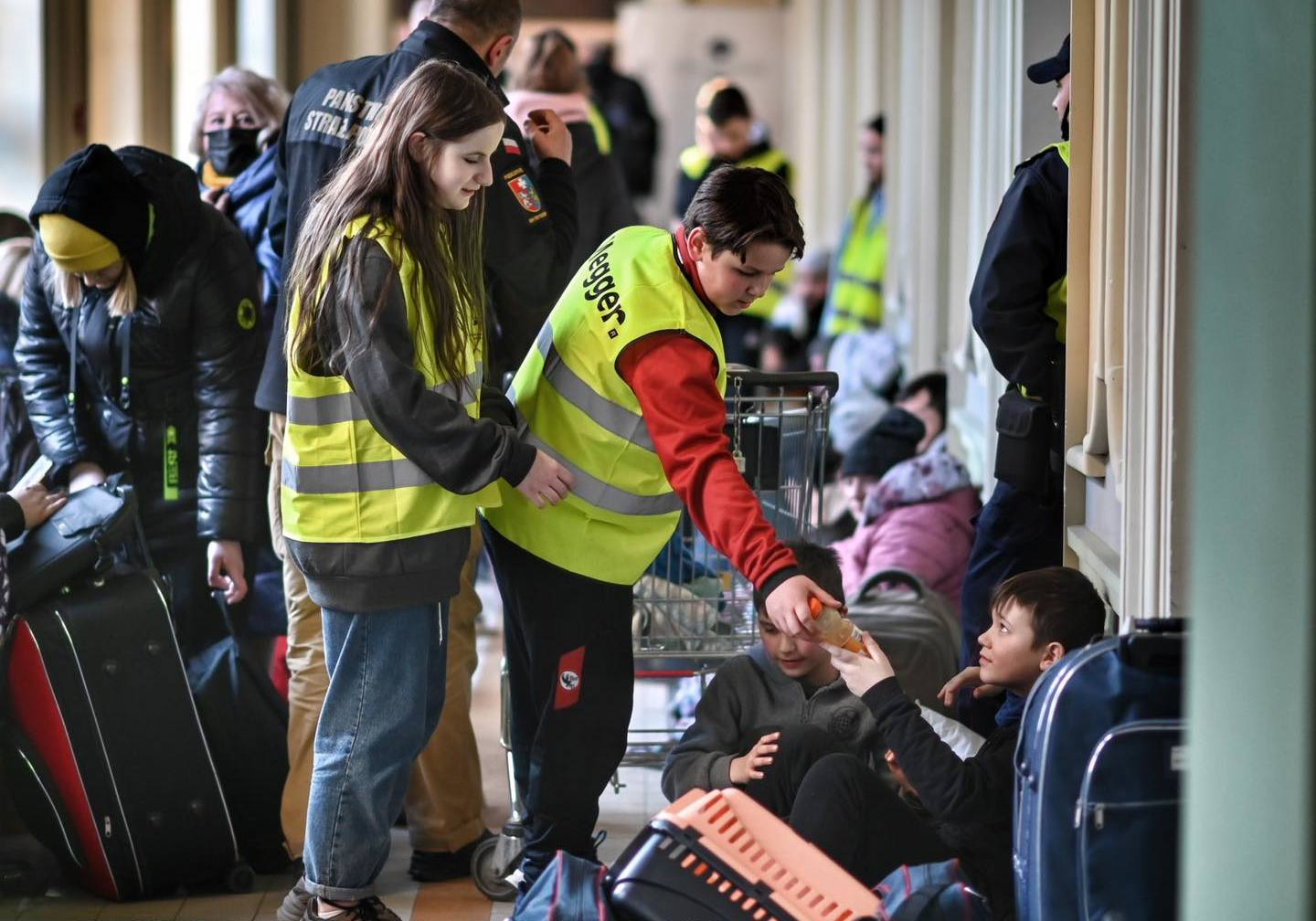
ポーランドの鉄道駅で難民を支援するボランティアたち

ユニセフ、国連難民高等弁務官事務所、国際救援委員会、ウクライナ・アメリカ救援委員会などの団体は、難民や被災者を支援するために金銭的な寄付の受付を開始した。また、The Kyiv Independentのように、特定の目的のために資金を集めるGoFundMeキャンペーンを始めたり、物品の寄付を呼びかけたりしているところもあった。
5月10日、アメリカ下院は、アメリカ国内のウクライナ難民の住宅、教育、その他の支援に9億ドルを提供する法案を可決した。
ユニセフは、必要不可欠な保健サービス、安全な飲料水の供給、教育、保護を提供することで、ウクライナの子どもたちや難民を支援している。

### 人身取引に関する懸念
欧州評議会の人身売買対策専門家グループ（GRETA）や人身売買財団、ワールド・ビジョンなどの援助団体は、難民が人身売買や搾取、性的暴力を含む暴力に陥る危険性があると警告している。
難民危機の中で、文書や身分証明書の不備、言葉の壁、大量の難民が人身売買の機会を作り出している。国境付近で支援のために滞在したウクライナ人難民は、交通機関の標識を持った3人の男性を警察に通報したところ、後に性売買のための女性を探していたとして逮捕されたことを記者に語った。別の難民は、女性だけでいっぱいのバンに彼女と子どもを無理やり乗せようとし、身分証明書の提示を拒否して他の移動手段を脅し取ろうとした男たちのことを話した。少なくとも1人の男が、19歳の難民に仕事と避難所を約束した後、強姦した疑いで逮捕された。La Stradaは、ウクライナの少女たちが、招待した男性に一度も会うことなく、メキシコ、トルコ、アラブ首長国連邦への航空券を提供された事件を伝えている。欧州委員会のイルバ・ヨハンソン内務担当委員は、オンラインサービスで、ウクライナ人女性の性的目的の需要が高まっているとの指摘があると述べた 。USAトゥデイによると、当局や専門家はこの地域の女性や少女、そして少年たちの、強制性交や労働、売春、ポルノ、その他の性的搾取を含むあらゆる形態の違法な人身売買が急増していると語っている。欧州安全保障協力機構（OSCE）によると、ここ数週間、ヨーロッパ諸国ではウクライナ人女性やエスコート、ポルノ、セックスといったキーワードのオンライン検索が劇的に増えているという。
ポーランド、ルーマニア、スロバキアの法執行機関は、犯罪行為に注意するため国境交差点にパトロールを配備した。男女ともに駅での女性難民の調達を試みている。ポーランド政府は人身売買の最低刑を3年から10年、子どもの性売買を10年から25年に引き上げる修正案を可決した。ベルリンでは、ドイツ当局が難民に対し駅で直接助けを求めないこと、ドイツ人は難民に直接アプローチするのではなく、連携するウェブサイトで助けの申し出を登録するよう助言した。ドイツ警察では駅での制服警官や覆面パトカーを増員し、ボランティアに駅での不審な行動を通報するよう要請した。

#### 同伴者なしの未成年者
ユニセフとUNHCRは、同伴者なしで移動する未成年者について懸念を示し、近隣諸国に対して移転サービスに送る前に子どもたちを特定し、登録するよう促した。ウクライナでは、侵攻に巻き込まれた約1万人の生徒を収容する施設養護学校や寄宿学校が多数あることを強調した。国によっては、里親や孤児院に孤児専用の宿泊施設が作られている。ユニセフは近隣諸国に「ブルードット」と呼ばれる安全地帯を設置し、そこには同伴者のいない子どもたちへの支援も含まれていた。ポーランドなどでは新しい法律のもと、子どもたちが到着した国で一時的に保護する制度が設けられ、離れ離れになった子どもや同伴者のいない子どもをある程度保護することができるようになった。

### 強制連行
ウクライナ当局によると、ロシアに到着した数千人の難民は、ソ連時代の人口移動とチェチェン独立戦争でのロシアによるこうしたセンターの使用を想起させる「ろ過センター」を使って強制的に移動させられている。RIAノーボスチとウクライナ当局によると、ペンザ州、タガンログ、ドネツク、リャザン、ヤロスラヴリ、ロシア占領下のウクライナの都市ドクチャエフスク、イジューム、ベジメンヌのろ過センターに数千人が派遣されたとのこと。ウクライナ政府は、40万人のウクライナ人がロシアに強制連行されたと主張し、「一部の人は太平洋のサハリン島まで送られる可能性があり、2年間離れないことを条件に仕事を提供されている」とし、「クレムリン」は、移転した人々がロシアに行きたがっていると主張している。ロシア人とロシア人亡命者の地下ネットワークが、ウクライナ人難民がロシアとロシアの支配地域から出るのを助けていることが報告された。戦争が始まって以来、2万人以上のウクライナ人がロシアからエストニアに入国している。

### 難民危機における性的暴力
ウクライナでの暴力から逃れてきた女性や子どもの難民が利用されたケースが、少なくとも2件相次いでいる。3月中旬には、ポーランドで男に避難所や援助を求めたとされる19歳の難民をレイプした容疑で男が逮捕され、なお、ドイツの難民向け宿泊施設に滞在していたウクライナ人の10代の難民を2人の男が暴行したと伝えられた。イギリス政府による難民向け住宅計画の開始に先立って、ある女性が男性から宿泊を勧められセックスの見返りに無料の宿泊施設、食事、経費、月々の小遣いを約束されたと報道もあった。女性はその男をはねつけようとしたが、母親と一緒に旅行していることを告げると、男は止めたという。

### 人種差別

#### 国境での扱い
危機が始まって数日後、国境警備隊やその他の当局による非ヨーロッパ系やロマニ系の人々への差別の訴えがウクライナから逃れてきた人々の一部から報告された。行列の後ろに移動させられたり、バスから降ろされたり、国境を越えるのを妨げられたり、ある報告では警備員から殴られたとの報告もあった。ウクライナにいる一部のインド人は、インドが国連でのロシア非難を棄権することを選択した後、標的にされたと述べた。一部のインド人とアフリカ人はポーランドに渡った後、ポーランドの民族主義者から嫌がらせや脅迫を受けたと伝えられている。3月1日、UNHCRのフィリッポ・グランディ氏は一部の国境で非ウクライナ人に対する差別が発生していることを認めたが、それが国の政策によるものとは考えていない、と述べた。
アフリカ連合は、アフリカ人の越境を阻む試みは人種差別であり、国際法に沿っていないとしている。3月2日、ウクライナのドミトロ・クレーバ外相は、アフリカ人が出国する「平等な機会が必要だ」と述べ、また「ウクライナ政府は問題解決のために努力を惜しまない」と述べた。3月3日、ロシアのウラジーミル・プーチン大統領はインドのナレンドラ・モディ首相と会談し、ロシア兵に武力紛争地域からインド国民が安全に出国できるように指示したことを伝えた。
2020年、ウクライナには76,000人以上の留学生がおり、インドとアフリカがそれぞれ全体の4分の1を占めていた。手頃な授業料、わかりやすいビザ要件、永住権の可能性などから、ウクライナの大学はヨーロッパの就職市場への入り口として注目された。ウクライナで最も多い移民はアフガニスタン人で、1980年代にはすでに移住していた。ウクライナ国境警備隊の報道官であるアンドリー・デムチェンコは、国境での隔離の疑いは事実ではないと述べている。2月28日、ポーランドのクシシュトフ・シュチェルスキ国連大使は、その日だけでウクライナから受け入れた難民は125カ国に及ぶと報告した。その後、EUのイルバ・ヨハンソン委員は、第三国から母国への渡航を希望するウクライナの人々に対して国境は開かれており、保護を必要とする個人は亡命を申請できると表明している。
3月2日、ドイツ大使館だけでなく、在ケニアEU代表部も、ケニアのソーシャルメディアへの投稿について検証を求め、根拠のない主張が広まっていることに注意を促した。ドイツのテレビ局によると、このような疑惑は、ウクライナへの攻撃を「ナチス」から国を解放する必要性で正当化したプーチンのシナリオに沿ったものであるため、重大であるという。ポーランドのソーシャルメディアでは、侵攻後、親ロシア的、人種差別的なコンテンツが増加し、難民による、あるいは難民に対する犯罪とされるフェイクニュースは、クレムリン派のアカウントによって部分的に拡散された。

#### 政治家と主流メディアによるもの
ウクライナ難民の政策、国境での扱い、メディアによる描写が他のグループと異なること、特に2015年の欧州移民危機の際に批判されたことがある。具体的には、ウクライナ出身の難民が比較的自由で歓迎されているのに対して、シリア、アフガニスタン、イラクなどの難民はより厳しい扱いを受け、より多くの制約を受けるとされていることなどが挙げられている。一部の西側メディアや政治家によるウクライナは「戦争など期待できない」国であり、その国民は「白人」「キリスト教」「比較的文明的」「比較的ヨーロッパ」「我々のような」「青い目と金髪」という描写も批判を浴びている。スラブ人に対する偏見の長い歴史、彼らを「生まれながらの奴隷」と見なすこと、歴史的に白人至上主義者がスラブ人を敵視してきたことを強調し、こうした西洋の報道には皮肉があるという指摘もある。
セリーナ・パレック教授は、人種差別以外にも現在のウクライナ難民はほとんど女性、子ども、高齢者であることなど、以前の危機と異なる扱いを説明する要因があることを示唆した。2017年から施行されているビザ自由化協定の範囲内で、生体認証パスポートを持つウクライナ人はすでにシェンゲン圏への入国と180日間のうち90日間までのビザなし滞在が認められていたため、シェンゲン圏のどの国にも入国を許可すべきかどうかという疑問は全くなかったのである。中東欧で目撃された歓迎のアプローチは、ウクライナと地理的・言語的に近いこと、ウクライナ人ディアスポラが多いこと、歴史を共有していること、ソ連の侵略と占領のトラウマ的な経験によって説明されてきた。
2022年のウクライナ侵攻の際、ロマは市民権書類の不足から人道支援を受けることができず苦しんだ。また、ウクライナからのロマ難民の受け入れを拒否している自治体もある。

### 動物

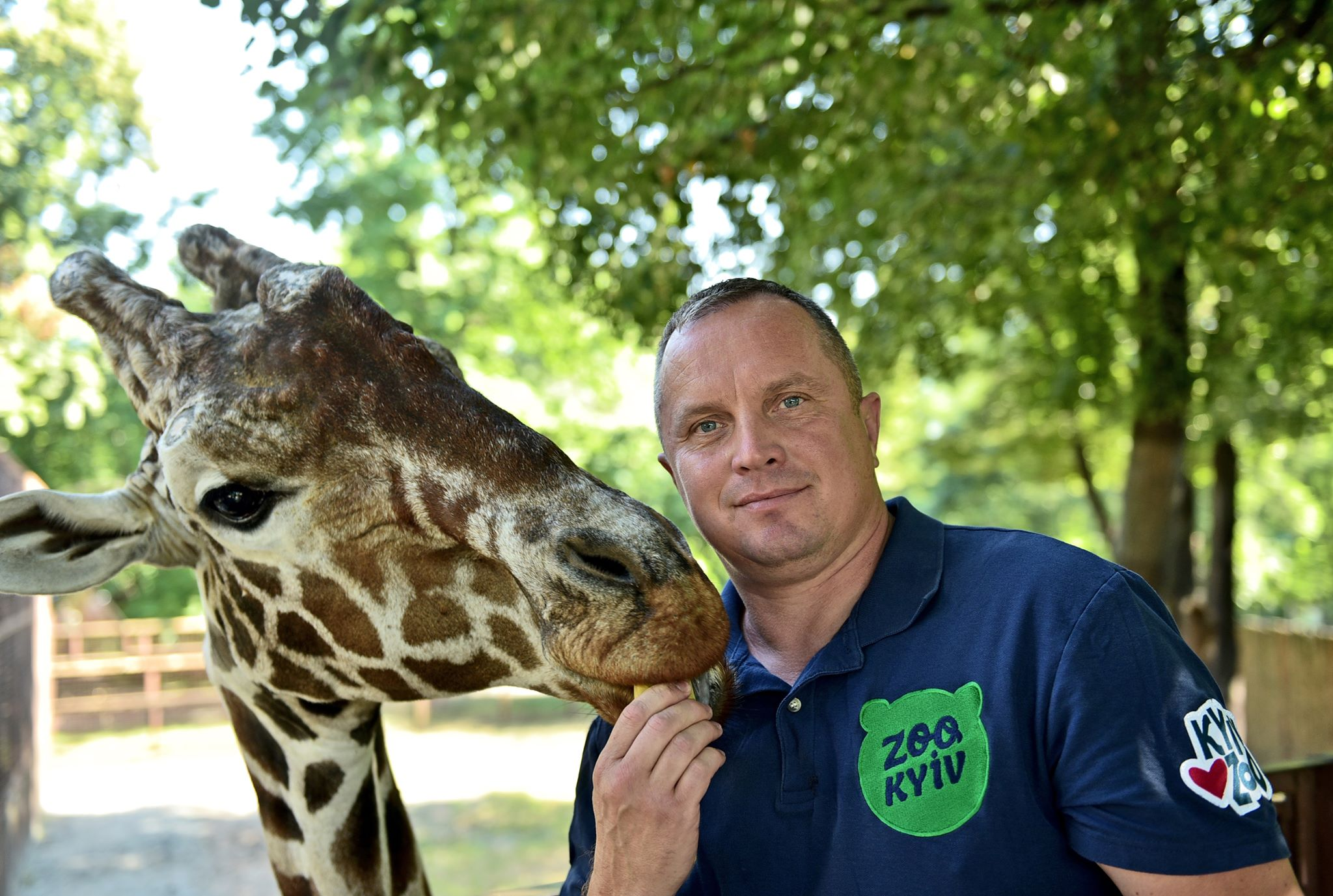
2020年のキエフ動物園

家畜や動物園の動物もその侵攻に巻き込まれ、マイクロチップやワクチン接種の国境通過規制が多く施行された。第三国からEUに入国するペットは通常、狂犬病ワクチン接種とその他の予防衛生措置に関する情報を記載した身分証明書またはペット用パスポートを添付しなければならない。さらに犬、猫、フェレットは、狂犬病抗体価検査を受けなければならない。その後、多くのEU当局や近隣諸国政府はペットが飼い主と一緒に国境を越えるために必要な条件を削除、または緩和している。
ペットと一緒にウクライナから出国するために出国を遅らせた人がいる一方で、ペットを保護施設に預けたり残留している親族に預けたりせざるを得なかった人もいる。国際動物福祉基金やPETAなどの国際機関や、独立した団体やサンクチュアリなどが食料、動物用医薬品、世話人の賃金や住居などの支援を行っている。なお、動物保護施設やキエフ動物園で働く人々は、動物の数や大きさによってすべての動物を安全に避難させることが不可能である場合、避難を拒否している。ハリコフ郊外のフェルドマンエコパーク動物園は、施設の被害により一部の動物が死傷したと報告した。ウクライナのザポリージャの動物園からルーマニアのラダウツィの動物園にライオンとオオカミを避難させた。